# Stamboom Willem van Oranje-Nassau (1792-1849)
Dit is de stamboom van Willem van Oranje-Nassau (1792-1849). Willem II was van 1840 tot 1849 Koning der Nederlanden.
| Stamboom Willem van Oranje-Nassau (1792-1849)                           | Stamboom Willem van Oranje-Nassau (1792-1849)                                                     | Stamboom Willem van Oranje-Nassau (1792-1849)                                                     | Stamboom Willem van Oranje-Nassau (1792-1849)                                                     | Stamboom Willem van Oranje-Nassau (1792-1849)                                                     | Stamboom Willem van Oranje-Nassau (1792-1849)                                                     | Stamboom Willem van Oranje-Nassau (1792-1849)                                                     | Stamboom Willem van Oranje-Nassau (1792-1849)                                                     | Stamboom Willem van Oranje-Nassau (1792-1849)                                                     | Stamboom Willem van Oranje-Nassau (1792-1849)                                                     | Stamboom Willem van Oranje-Nassau (1792-1849)                                                     | Stamboom Willem van Oranje-Nassau (1792-1849)                                                     | Stamboom Willem van Oranje-Nassau (1792-1849)                                                     | Stamboom Willem van Oranje-Nassau (1792-1849)                                                     | Stamboom Willem van Oranje-Nassau (1792-1849)                                                     | Stamboom Willem van Oranje-Nassau (1792-1849)                                                     | Stamboom Willem van Oranje-Nassau (1792-1849)                                                     | Stamboom Willem van Oranje-Nassau (1792-1849)                                                     | Stamboom Willem van Oranje-Nassau (1792-1849)                                                     | Stamboom Willem van Oranje-Nassau (1792-1849)                                                     | Stamboom Willem van Oranje-Nassau (1792-1849)                                                     | Stamboom Willem van Oranje-Nassau (1792-1849)                                                     | Stamboom Willem van Oranje-Nassau (1792-1849)                                          | Stamboom Willem van Oranje-Nassau (1792-1849)                                          | Stamboom Willem van Oranje-Nassau (1792-1849)                                          | Stamboom Willem van Oranje-Nassau (1792-1849)                                          | Stamboom Willem van Oranje-Nassau (1792-1849)                                          | Stamboom Willem van Oranje-Nassau (1792-1849)                                          | Stamboom Willem van Oranje-Nassau (1792-1849)                                          | Stamboom Willem van Oranje-Nassau (1792-1849)                                          | Stamboom Willem van Oranje-Nassau (1792-1849)                                          | Stamboom Willem van Oranje-Nassau (1792-1849)                                          | Stamboom Willem van Oranje-Nassau (1792-1849)                                          | Stamboom Willem van Oranje-Nassau (1792-1849)                                          | Stamboom Willem van Oranje-Nassau (1792-1849)                                          | Stamboom Willem van Oranje-Nassau (1792-1849)                                          | Stamboom Willem van Oranje-Nassau (1792-1849)                                          | Stamboom Willem van Oranje-Nassau (1792-1849)                                          | Stamboom Willem van Oranje-Nassau (1792-1849)                                          | Stamboom Willem van Oranje-Nassau (1792-1849)                                          | Stamboom Willem van Oranje-Nassau (1792-1849)                                          | Stamboom Willem van Oranje-Nassau (1792-1849)                                          | Stamboom Willem van Oranje-Nassau (1792-1849)                                          | Stamboom Willem van Oranje-Nassau (1792-1849)                                              | Stamboom Willem van Oranje-Nassau (1792-1849)                                              | Stamboom Willem van Oranje-Nassau (1792-1849)                                              | Stamboom Willem van Oranje-Nassau (1792-1849)                                              | Stamboom Willem van Oranje-Nassau (1792-1849)                                              | Stamboom Willem van Oranje-Nassau (1792-1849)                                              | Stamboom Willem van Oranje-Nassau (1792-1849)                                              | Stamboom Willem van Oranje-Nassau (1792-1849)                                              | Stamboom Willem van Oranje-Nassau (1792-1849)                                              | Stamboom Willem van Oranje-Nassau (1792-1849)                                              | Stamboom Willem van Oranje-Nassau (1792-1849)                                              | Stamboom Willem van Oranje-Nassau (1792-1849)                                              | Stamboom Willem van Oranje-Nassau (1792-1849)                                              | Stamboom Willem van Oranje-Nassau (1792-1849)                                              | Stamboom Willem van Oranje-Nassau (1792-1849)                                              | Stamboom Willem van Oranje-Nassau (1792-1849)                                              | Stamboom Willem van Oranje-Nassau (1792-1849)                                              | Stamboom Willem van Oranje-Nassau (1792-1849)                                              | Stamboom Willem van Oranje-Nassau (1792-1849)                                              | Stamboom Willem van Oranje-Nassau (1792-1849)                                              | Stamboom Willem van Oranje-Nassau (1792-1849)                                              | Stamboom Willem van Oranje-Nassau (1792-1849)                                                                          | Stamboom Willem van Oranje-Nassau (1792-1849)                                                                          | Stamboom Willem van Oranje-Nassau (1792-1849)                                                                          | Stamboom Willem van Oranje-Nassau (1792-1849)                                                                          | Stamboom Willem van Oranje-Nassau (1792-1849)                                                                          | Stamboom Willem van Oranje-Nassau (1792-1849)                                                                          | Stamboom Willem van Oranje-Nassau (1792-1849)                                                                          | Stamboom Willem van Oranje-Nassau (1792-1849)                                                                          | Stamboom Willem van Oranje-Nassau (1792-1849)                                                                          | Stamboom Willem van Oranje-Nassau (1792-1849)                                                                          | Stamboom Willem van Oranje-Nassau (1792-1849)                                                                          | Stamboom Willem van Oranje-Nassau (1792-1849)                                                                          | Stamboom Willem van Oranje-Nassau (1792-1849)                                                                          | Stamboom Willem van Oranje-Nassau (1792-1849)                                                                          | Stamboom Willem van Oranje-Nassau (1792-1849)                                                                          | Stamboom Willem van Oranje-Nassau (1792-1849)                                                                          | Stamboom Willem van Oranje-Nassau (1792-1849)                                                                          | Stamboom Willem van Oranje-Nassau (1792-1849)                                                                          | Stamboom Willem van Oranje-Nassau (1792-1849)                                                                          | Stamboom Willem van Oranje-Nassau (1792-1849)                                                                          | Stamboom Willem van Oranje-Nassau (1792-1849)                                                                          | Stamboom Willem van Oranje-Nassau (1792-1849)                                                | Stamboom Willem van Oranje-Nassau (1792-1849)                                                | Stamboom Willem van Oranje-Nassau (1792-1849)                                                | Stamboom Willem van Oranje-Nassau (1792-1849)                                                | Stamboom Willem van Oranje-Nassau (1792-1849)                                                | Stamboom Willem van Oranje-Nassau (1792-1849)                                                | Stamboom Willem van Oranje-Nassau (1792-1849)                                                | Stamboom Willem van Oranje-Nassau (1792-1849)                                                | Stamboom Willem van Oranje-Nassau (1792-1849)                                                | Stamboom Willem van Oranje-Nassau (1792-1849)                                                | Stamboom Willem van Oranje-Nassau (1792-1849)                                                | Stamboom Willem van Oranje-Nassau (1792-1849)                                                | Stamboom Willem van Oranje-Nassau (1792-1849)                                                | Stamboom Willem van Oranje-Nassau (1792-1849)                                                | Stamboom Willem van Oranje-Nassau (1792-1849)                                                | Stamboom Willem van Oranje-Nassau (1792-1849)                                                | Stamboom Willem van Oranje-Nassau (1792-1849)                                                | Stamboom Willem van Oranje-Nassau (1792-1849)                                                | Stamboom Willem van Oranje-Nassau (1792-1849)                                                | Stamboom Willem van Oranje-Nassau (1792-1849)                                                | Stamboom Willem van Oranje-Nassau (1792-1849)                                                | Stamboom Willem van Oranje-Nassau (1792-1849)                                                                          | Stamboom Willem van Oranje-Nassau (1792-1849)                                                                          | Stamboom Willem van Oranje-Nassau (1792-1849)                                                                          | Stamboom Willem van Oranje-Nassau (1792-1849)                                                                          | Stamboom Willem van Oranje-Nassau (1792-1849)                                                                          | Stamboom Willem van Oranje-Nassau (1792-1849)                                                                          | Stamboom Willem van Oranje-Nassau (1792-1849)                                                                          | Stamboom Willem van Oranje-Nassau (1792-1849)                                                                          | Stamboom Willem van Oranje-Nassau (1792-1849)                                                                          | Stamboom Willem van Oranje-Nassau (1792-1849)                                                                          | Stamboom Willem van Oranje-Nassau (1792-1849)                                                                          | Stamboom Willem van Oranje-Nassau (1792-1849)                                                                          | Stamboom Willem van Oranje-Nassau (1792-1849)                                                                          | Stamboom Willem van Oranje-Nassau (1792-1849)                                                                          | Stamboom Willem van Oranje-Nassau (1792-1849)                                                                          | Stamboom Willem van Oranje-Nassau (1792-1849)                                                                          | Stamboom Willem van Oranje-Nassau (1792-1849)                                                                          | Stamboom Willem van Oranje-Nassau (1792-1849)                                                                          | Stamboom Willem van Oranje-Nassau (1792-1849)                                                                          | Stamboom Willem van Oranje-Nassau (1792-1849)                                                                          | Stamboom Willem van Oranje-Nassau (1792-1849)                                                                          | Stamboom Willem van Oranje-Nassau (1792-1849)                                                                                | Stamboom Willem van Oranje-Nassau (1792-1849)                                                                                | Stamboom Willem van Oranje-Nassau (1792-1849)                                                                                | Stamboom Willem van Oranje-Nassau (1792-1849)                                                                                | Stamboom Willem van Oranje-Nassau (1792-1849)                                                                                | Stamboom Willem van Oranje-Nassau (1792-1849)                                                                                | Stamboom Willem van Oranje-Nassau (1792-1849)                                                                                | Stamboom Willem van Oranje-Nassau (1792-1849)                                                                                | Stamboom Willem van Oranje-Nassau (1792-1849)                                                                                | Stamboom Willem van Oranje-Nassau (1792-1849)                                                                                | Stamboom Willem van Oranje-Nassau (1792-1849)                                                                                | Stamboom Willem van Oranje-Nassau (1792-1849)                                                                                | Stamboom Willem van Oranje-Nassau (1792-1849)                                                                                | Stamboom Willem van Oranje-Nassau (1792-1849)                                                                                | Stamboom Willem van Oranje-Nassau (1792-1849)                                                                                | Stamboom Willem van Oranje-Nassau (1792-1849)                                                                                | Stamboom Willem van Oranje-Nassau (1792-1849)                                                                                | Stamboom Willem van Oranje-Nassau (1792-1849)                                                                                | Stamboom Willem van Oranje-Nassau (1792-1849)                                                                                | Stamboom Willem van Oranje-Nassau (1792-1849)                                                                                | Stamboom Willem van Oranje-Nassau (1792-1849)                                                                                | Stamboom Willem van Oranje-Nassau (1792-1849)                                                            | Stamboom Willem van Oranje-Nassau (1792-1849)                                                            | Stamboom Willem van Oranje-Nassau (1792-1849)                                                            | Stamboom Willem van Oranje-Nassau (1792-1849)                                                            | Stamboom Willem van Oranje-Nassau (1792-1849)                                                            | Stamboom Willem van Oranje-Nassau (1792-1849)                                                            | Stamboom Willem van Oranje-Nassau (1792-1849)                                                            | Stamboom Willem van Oranje-Nassau (1792-1849)                                                            | Stamboom Willem van Oranje-Nassau (1792-1849)                                                            | Stamboom Willem van Oranje-Nassau (1792-1849)                                                            | Stamboom Willem van Oranje-Nassau (1792-1849)                                                            | Stamboom Willem van Oranje-Nassau (1792-1849)                                                            | Stamboom Willem van Oranje-Nassau (1792-1849)                                                            | Stamboom Willem van Oranje-Nassau (1792-1849)                                                            | Stamboom Willem van Oranje-Nassau (1792-1849)                                                            | Stamboom Willem van Oranje-Nassau (1792-1849)                                                            | Stamboom Willem van Oranje-Nassau (1792-1849)                                                            | Stamboom Willem van Oranje-Nassau (1792-1849)                                                            | Stamboom Willem van Oranje-Nassau (1792-1849)                                                            | Stamboom Willem van Oranje-Nassau (1792-1849)                                                            | Stamboom Willem van Oranje-Nassau (1792-1849)                                                            |
| ----------------------------------------------------------------------- | ------------------------------------------------------------------------------------------------- | ------------------------------------------------------------------------------------------------- | ------------------------------------------------------------------------------------------------- | ------------------------------------------------------------------------------------------------- | ------------------------------------------------------------------------------------------------- | ------------------------------------------------------------------------------------------------- | ------------------------------------------------------------------------------------------------- | ------------------------------------------------------------------------------------------------- | ------------------------------------------------------------------------------------------------- | ------------------------------------------------------------------------------------------------- | ------------------------------------------------------------------------------------------------- | ------------------------------------------------------------------------------------------------- | ------------------------------------------------------------------------------------------------- | ------------------------------------------------------------------------------------------------- | ------------------------------------------------------------------------------------------------- | ------------------------------------------------------------------------------------------------- | ------------------------------------------------------------------------------------------------- | ------------------------------------------------------------------------------------------------- | ------------------------------------------------------------------------------------------------- | ------------------------------------------------------------------------------------------------- | ------------------------------------------------------------------------------------------------- | -------------------------------------------------------------------------------------- | -------------------------------------------------------------------------------------- | -------------------------------------------------------------------------------------- | -------------------------------------------------------------------------------------- | -------------------------------------------------------------------------------------- | -------------------------------------------------------------------------------------- | -------------------------------------------------------------------------------------- | -------------------------------------------------------------------------------------- | -------------------------------------------------------------------------------------- | -------------------------------------------------------------------------------------- | -------------------------------------------------------------------------------------- | -------------------------------------------------------------------------------------- | -------------------------------------------------------------------------------------- | -------------------------------------------------------------------------------------- | -------------------------------------------------------------------------------------- | -------------------------------------------------------------------------------------- | -------------------------------------------------------------------------------------- | -------------------------------------------------------------------------------------- | -------------------------------------------------------------------------------------- | -------------------------------------------------------------------------------------- | -------------------------------------------------------------------------------------- | ------------------------------------------------------------------------------------------ | ------------------------------------------------------------------------------------------ | ------------------------------------------------------------------------------------------ | ------------------------------------------------------------------------------------------ | ------------------------------------------------------------------------------------------ | ------------------------------------------------------------------------------------------ | ------------------------------------------------------------------------------------------ | ------------------------------------------------------------------------------------------ | ------------------------------------------------------------------------------------------ | ------------------------------------------------------------------------------------------ | ------------------------------------------------------------------------------------------ | ------------------------------------------------------------------------------------------ | ------------------------------------------------------------------------------------------ | ------------------------------------------------------------------------------------------ | ------------------------------------------------------------------------------------------ | ------------------------------------------------------------------------------------------ | ------------------------------------------------------------------------------------------ | ------------------------------------------------------------------------------------------ | ------------------------------------------------------------------------------------------ | ------------------------------------------------------------------------------------------ | ------------------------------------------------------------------------------------------ | --- | --- | --- | --- | --- | --- | --- | --- | --- | --- | --- | --- | --- | --- | --- | --- | --- | --- | --- | --- | --- | -------------------------------------------------------------------------------------------- | -------------------------------------------------------------------------------------------- | -------------------------------------------------------------------------------------------- | -------------------------------------------------------------------------------------------- | -------------------------------------------------------------------------------------------- | -------------------------------------------------------------------------------------------- | -------------------------------------------------------------------------------------------- | -------------------------------------------------------------------------------------------- | -------------------------------------------------------------------------------------------- | -------------------------------------------------------------------------------------------- | -------------------------------------------------------------------------------------------- | -------------------------------------------------------------------------------------------- | -------------------------------------------------------------------------------------------- | -------------------------------------------------------------------------------------------- | -------------------------------------------------------------------------------------------- | -------------------------------------------------------------------------------------------- | -------------------------------------------------------------------------------------------- | -------------------------------------------------------------------------------------------- | -------------------------------------------------------------------------------------------- | -------------------------------------------------------------------------------------------- | -------------------------------------------------------------------------------------------- | --- | --- | --- | --- | --- | --- | --- | --- | --- | --- | --- | --- | --- | --- | --- | --- | --- | --- | --- | --- | --- | --- | --- | --- | --- | --- | --- | --- | --- | --- | --- | --- | --- | --- | --- | --- | --- | --- | --- | --- | --- | --- | --- | --- | --- | --- | --- | --- | --- | --- | --- | --- | --- | --- | --- | --- | --- | --- | --- | --- | --- | --- | --- |
| Betovergrootouders                                                      | Johan Willem Friso van Nassau-Dietz (1687-1711) x 1709 Maria Louise van Hessen-Kassel (1688-1765) | Johan Willem Friso van Nassau-Dietz (1687-1711) x 1709 Maria Louise van Hessen-Kassel (1688-1765) | Johan Willem Friso van Nassau-Dietz (1687-1711) x 1709 Maria Louise van Hessen-Kassel (1688-1765) | Johan Willem Friso van Nassau-Dietz (1687-1711) x 1709 Maria Louise van Hessen-Kassel (1688-1765) | Johan Willem Friso van Nassau-Dietz (1687-1711) x 1709 Maria Louise van Hessen-Kassel (1688-1765) | Johan Willem Friso van Nassau-Dietz (1687-1711) x 1709 Maria Louise van Hessen-Kassel (1688-1765) | Johan Willem Friso van Nassau-Dietz (1687-1711) x 1709 Maria Louise van Hessen-Kassel (1688-1765) | Johan Willem Friso van Nassau-Dietz (1687-1711) x 1709 Maria Louise van Hessen-Kassel (1688-1765) | Johan Willem Friso van Nassau-Dietz (1687-1711) x 1709 Maria Louise van Hessen-Kassel (1688-1765) | Johan Willem Friso van Nassau-Dietz (1687-1711) x 1709 Maria Louise van Hessen-Kassel (1688-1765) | Johan Willem Friso van Nassau-Dietz (1687-1711) x 1709 Maria Louise van Hessen-Kassel (1688-1765) | Johan Willem Friso van Nassau-Dietz (1687-1711) x 1709 Maria Louise van Hessen-Kassel (1688-1765) | Johan Willem Friso van Nassau-Dietz (1687-1711) x 1709 Maria Louise van Hessen-Kassel (1688-1765) | Johan Willem Friso van Nassau-Dietz (1687-1711) x 1709 Maria Louise van Hessen-Kassel (1688-1765) | Johan Willem Friso van Nassau-Dietz (1687-1711) x 1709 Maria Louise van Hessen-Kassel (1688-1765) | Johan Willem Friso van Nassau-Dietz (1687-1711) x 1709 Maria Louise van Hessen-Kassel (1688-1765) | Johan Willem Friso van Nassau-Dietz (1687-1711) x 1709 Maria Louise van Hessen-Kassel (1688-1765) | Johan Willem Friso van Nassau-Dietz (1687-1711) x 1709 Maria Louise van Hessen-Kassel (1688-1765) | Johan Willem Friso van Nassau-Dietz (1687-1711) x 1709 Maria Louise van Hessen-Kassel (1688-1765) | Johan Willem Friso van Nassau-Dietz (1687-1711) x 1709 Maria Louise van Hessen-Kassel (1688-1765) | Johan Willem Friso van Nassau-Dietz (1687-1711) x 1709 Maria Louise van Hessen-Kassel (1688-1765) | George II van Hannover (1683-1760) x 1705 Caroline van Brandenburg-Ansbach (1683-1737) | George II van Hannover (1683-1760) x 1705 Caroline van Brandenburg-Ansbach (1683-1737) | George II van Hannover (1683-1760) x 1705 Caroline van Brandenburg-Ansbach (1683-1737) | George II van Hannover (1683-1760) x 1705 Caroline van Brandenburg-Ansbach (1683-1737) | George II van Hannover (1683-1760) x 1705 Caroline van Brandenburg-Ansbach (1683-1737) | George II van Hannover (1683-1760) x 1705 Caroline van Brandenburg-Ansbach (1683-1737) | George II van Hannover (1683-1760) x 1705 Caroline van Brandenburg-Ansbach (1683-1737) | George II van Hannover (1683-1760) x 1705 Caroline van Brandenburg-Ansbach (1683-1737) | George II van Hannover (1683-1760) x 1705 Caroline van Brandenburg-Ansbach (1683-1737) | George II van Hannover (1683-1760) x 1705 Caroline van Brandenburg-Ansbach (1683-1737) | George II van Hannover (1683-1760) x 1705 Caroline van Brandenburg-Ansbach (1683-1737) | George II van Hannover (1683-1760) x 1705 Caroline van Brandenburg-Ansbach (1683-1737) | George II van Hannover (1683-1760) x 1705 Caroline van Brandenburg-Ansbach (1683-1737) | George II van Hannover (1683-1760) x 1705 Caroline van Brandenburg-Ansbach (1683-1737) | George II van Hannover (1683-1760) x 1705 Caroline van Brandenburg-Ansbach (1683-1737) | George II van Hannover (1683-1760) x 1705 Caroline van Brandenburg-Ansbach (1683-1737) | George II van Hannover (1683-1760) x 1705 Caroline van Brandenburg-Ansbach (1683-1737) | George II van Hannover (1683-1760) x 1705 Caroline van Brandenburg-Ansbach (1683-1737) | George II van Hannover (1683-1760) x 1705 Caroline van Brandenburg-Ansbach (1683-1737) | George II van Hannover (1683-1760) x 1705 Caroline van Brandenburg-Ansbach (1683-1737) | George II van Hannover (1683-1760) x 1705 Caroline van Brandenburg-Ansbach (1683-1737) | Frederik Willem I van Pruisen (1688-1740) x 1706 Sophia Dorothea van Hannover (1687-1757)  | Frederik Willem I van Pruisen (1688-1740) x 1706 Sophia Dorothea van Hannover (1687-1757)  | Frederik Willem I van Pruisen (1688-1740) x 1706 Sophia Dorothea van Hannover (1687-1757)  | Frederik Willem I van Pruisen (1688-1740) x 1706 Sophia Dorothea van Hannover (1687-1757)  | Frederik Willem I van Pruisen (1688-1740) x 1706 Sophia Dorothea van Hannover (1687-1757)  | Frederik Willem I van Pruisen (1688-1740) x 1706 Sophia Dorothea van Hannover (1687-1757)  | Frederik Willem I van Pruisen (1688-1740) x 1706 Sophia Dorothea van Hannover (1687-1757)  | Frederik Willem I van Pruisen (1688-1740) x 1706 Sophia Dorothea van Hannover (1687-1757)  | Frederik Willem I van Pruisen (1688-1740) x 1706 Sophia Dorothea van Hannover (1687-1757)  | Frederik Willem I van Pruisen (1688-1740) x 1706 Sophia Dorothea van Hannover (1687-1757)  | Frederik Willem I van Pruisen (1688-1740) x 1706 Sophia Dorothea van Hannover (1687-1757)  | Frederik Willem I van Pruisen (1688-1740) x 1706 Sophia Dorothea van Hannover (1687-1757)  | Frederik Willem I van Pruisen (1688-1740) x 1706 Sophia Dorothea van Hannover (1687-1757)  | Frederik Willem I van Pruisen (1688-1740) x 1706 Sophia Dorothea van Hannover (1687-1757)  | Frederik Willem I van Pruisen (1688-1740) x 1706 Sophia Dorothea van Hannover (1687-1757)  | Frederik Willem I van Pruisen (1688-1740) x 1706 Sophia Dorothea van Hannover (1687-1757)  | Frederik Willem I van Pruisen (1688-1740) x 1706 Sophia Dorothea van Hannover (1687-1757)  | Frederik Willem I van Pruisen (1688-1740) x 1706 Sophia Dorothea van Hannover (1687-1757)  | Frederik Willem I van Pruisen (1688-1740) x 1706 Sophia Dorothea van Hannover (1687-1757)  | Frederik Willem I van Pruisen (1688-1740) x 1706 Sophia Dorothea van Hannover (1687-1757)  | Frederik Willem I van Pruisen (1688-1740) x 1706 Sophia Dorothea van Hannover (1687-1757)  | Ferdinand Albrecht II van Brunswijk-Bevern (1680-1735) x 1712 Antoinette Amalie van Brunswijk-Wolfenbüttel (1696-1762) | Ferdinand Albrecht II van Brunswijk-Bevern (1680-1735) x 1712 Antoinette Amalie van Brunswijk-Wolfenbüttel (1696-1762) | Ferdinand Albrecht II van Brunswijk-Bevern (1680-1735) x 1712 Antoinette Amalie van Brunswijk-Wolfenbüttel (1696-1762) | Ferdinand Albrecht II van Brunswijk-Bevern (1680-1735) x 1712 Antoinette Amalie van Brunswijk-Wolfenbüttel (1696-1762) | Ferdinand Albrecht II van Brunswijk-Bevern (1680-1735) x 1712 Antoinette Amalie van Brunswijk-Wolfenbüttel (1696-1762) | Ferdinand Albrecht II van Brunswijk-Bevern (1680-1735) x 1712 Antoinette Amalie van Brunswijk-Wolfenbüttel (1696-1762) | Ferdinand Albrecht II van Brunswijk-Bevern (1680-1735) x 1712 Antoinette Amalie van Brunswijk-Wolfenbüttel (1696-1762) | Ferdinand Albrecht II van Brunswijk-Bevern (1680-1735) x 1712 Antoinette Amalie van Brunswijk-Wolfenbüttel (1696-1762) | Ferdinand Albrecht II van Brunswijk-Bevern (1680-1735) x 1712 Antoinette Amalie van Brunswijk-Wolfenbüttel (1696-1762) | Ferdinand Albrecht II van Brunswijk-Bevern (1680-1735) x 1712 Antoinette Amalie van Brunswijk-Wolfenbüttel (1696-1762) | Ferdinand Albrecht II van Brunswijk-Bevern (1680-1735) x 1712 Antoinette Amalie van Brunswijk-Wolfenbüttel (1696-1762) | Ferdinand Albrecht II van Brunswijk-Bevern (1680-1735) x 1712 Antoinette Amalie van Brunswijk-Wolfenbüttel (1696-1762) | Ferdinand Albrecht II van Brunswijk-Bevern (1680-1735) x 1712 Antoinette Amalie van Brunswijk-Wolfenbüttel (1696-1762) | Ferdinand Albrecht II van Brunswijk-Bevern (1680-1735) x 1712 Antoinette Amalie van Brunswijk-Wolfenbüttel (1696-1762) | Ferdinand Albrecht II van Brunswijk-Bevern (1680-1735) x 1712 Antoinette Amalie van Brunswijk-Wolfenbüttel (1696-1762) | Ferdinand Albrecht II van Brunswijk-Bevern (1680-1735) x 1712 Antoinette Amalie van Brunswijk-Wolfenbüttel (1696-1762) | Ferdinand Albrecht II van Brunswijk-Bevern (1680-1735) x 1712 Antoinette Amalie van Brunswijk-Wolfenbüttel (1696-1762) | Ferdinand Albrecht II van Brunswijk-Bevern (1680-1735) x 1712 Antoinette Amalie van Brunswijk-Wolfenbüttel (1696-1762) | Ferdinand Albrecht II van Brunswijk-Bevern (1680-1735) x 1712 Antoinette Amalie van Brunswijk-Wolfenbüttel (1696-1762) | Ferdinand Albrecht II van Brunswijk-Bevern (1680-1735) x 1712 Antoinette Amalie van Brunswijk-Wolfenbüttel (1696-1762) | Ferdinand Albrecht II van Brunswijk-Bevern (1680-1735) x 1712 Antoinette Amalie van Brunswijk-Wolfenbüttel (1696-1762) | Frederik Willem I van Pruisen (1688-1740) x 1706 Sophia Dorothea van Hannover (1687-1757)    | Frederik Willem I van Pruisen (1688-1740) x 1706 Sophia Dorothea van Hannover (1687-1757)    | Frederik Willem I van Pruisen (1688-1740) x 1706 Sophia Dorothea van Hannover (1687-1757)    | Frederik Willem I van Pruisen (1688-1740) x 1706 Sophia Dorothea van Hannover (1687-1757)    | Frederik Willem I van Pruisen (1688-1740) x 1706 Sophia Dorothea van Hannover (1687-1757)    | Frederik Willem I van Pruisen (1688-1740) x 1706 Sophia Dorothea van Hannover (1687-1757)    | Frederik Willem I van Pruisen (1688-1740) x 1706 Sophia Dorothea van Hannover (1687-1757)    | Frederik Willem I van Pruisen (1688-1740) x 1706 Sophia Dorothea van Hannover (1687-1757)    | Frederik Willem I van Pruisen (1688-1740) x 1706 Sophia Dorothea van Hannover (1687-1757)    | Frederik Willem I van Pruisen (1688-1740) x 1706 Sophia Dorothea van Hannover (1687-1757)    | Frederik Willem I van Pruisen (1688-1740) x 1706 Sophia Dorothea van Hannover (1687-1757)    | Frederik Willem I van Pruisen (1688-1740) x 1706 Sophia Dorothea van Hannover (1687-1757)    | Frederik Willem I van Pruisen (1688-1740) x 1706 Sophia Dorothea van Hannover (1687-1757)    | Frederik Willem I van Pruisen (1688-1740) x 1706 Sophia Dorothea van Hannover (1687-1757)    | Frederik Willem I van Pruisen (1688-1740) x 1706 Sophia Dorothea van Hannover (1687-1757)    | Frederik Willem I van Pruisen (1688-1740) x 1706 Sophia Dorothea van Hannover (1687-1757)    | Frederik Willem I van Pruisen (1688-1740) x 1706 Sophia Dorothea van Hannover (1687-1757)    | Frederik Willem I van Pruisen (1688-1740) x 1706 Sophia Dorothea van Hannover (1687-1757)    | Frederik Willem I van Pruisen (1688-1740) x 1706 Sophia Dorothea van Hannover (1687-1757)    | Frederik Willem I van Pruisen (1688-1740) x 1706 Sophia Dorothea van Hannover (1687-1757)    | Frederik Willem I van Pruisen (1688-1740) x 1706 Sophia Dorothea van Hannover (1687-1757)    | Ferdinand Albrecht II van Brunswijk-Bevern (1680-1735) x 1712 Antoinette Amalie van Brunswijk-Wolfenbüttel (1696-1762) | Ferdinand Albrecht II van Brunswijk-Bevern (1680-1735) x 1712 Antoinette Amalie van Brunswijk-Wolfenbüttel (1696-1762) | Ferdinand Albrecht II van Brunswijk-Bevern (1680-1735) x 1712 Antoinette Amalie van Brunswijk-Wolfenbüttel (1696-1762) | Ferdinand Albrecht II van Brunswijk-Bevern (1680-1735) x 1712 Antoinette Amalie van Brunswijk-Wolfenbüttel (1696-1762) | Ferdinand Albrecht II van Brunswijk-Bevern (1680-1735) x 1712 Antoinette Amalie van Brunswijk-Wolfenbüttel (1696-1762) | Ferdinand Albrecht II van Brunswijk-Bevern (1680-1735) x 1712 Antoinette Amalie van Brunswijk-Wolfenbüttel (1696-1762) | Ferdinand Albrecht II van Brunswijk-Bevern (1680-1735) x 1712 Antoinette Amalie van Brunswijk-Wolfenbüttel (1696-1762) | Ferdinand Albrecht II van Brunswijk-Bevern (1680-1735) x 1712 Antoinette Amalie van Brunswijk-Wolfenbüttel (1696-1762) | Ferdinand Albrecht II van Brunswijk-Bevern (1680-1735) x 1712 Antoinette Amalie van Brunswijk-Wolfenbüttel (1696-1762) | Ferdinand Albrecht II van Brunswijk-Bevern (1680-1735) x 1712 Antoinette Amalie van Brunswijk-Wolfenbüttel (1696-1762) | Ferdinand Albrecht II van Brunswijk-Bevern (1680-1735) x 1712 Antoinette Amalie van Brunswijk-Wolfenbüttel (1696-1762) | Ferdinand Albrecht II van Brunswijk-Bevern (1680-1735) x 1712 Antoinette Amalie van Brunswijk-Wolfenbüttel (1696-1762) | Ferdinand Albrecht II van Brunswijk-Bevern (1680-1735) x 1712 Antoinette Amalie van Brunswijk-Wolfenbüttel (1696-1762) | Ferdinand Albrecht II van Brunswijk-Bevern (1680-1735) x 1712 Antoinette Amalie van Brunswijk-Wolfenbüttel (1696-1762) | Ferdinand Albrecht II van Brunswijk-Bevern (1680-1735) x 1712 Antoinette Amalie van Brunswijk-Wolfenbüttel (1696-1762) | Ferdinand Albrecht II van Brunswijk-Bevern (1680-1735) x 1712 Antoinette Amalie van Brunswijk-Wolfenbüttel (1696-1762) | Ferdinand Albrecht II van Brunswijk-Bevern (1680-1735) x 1712 Antoinette Amalie van Brunswijk-Wolfenbüttel (1696-1762) | Ferdinand Albrecht II van Brunswijk-Bevern (1680-1735) x 1712 Antoinette Amalie van Brunswijk-Wolfenbüttel (1696-1762) | Ferdinand Albrecht II van Brunswijk-Bevern (1680-1735) x 1712 Antoinette Amalie van Brunswijk-Wolfenbüttel (1696-1762) | Ferdinand Albrecht II van Brunswijk-Bevern (1680-1735) x 1712 Antoinette Amalie van Brunswijk-Wolfenbüttel (1696-1762) | Ferdinand Albrecht II van Brunswijk-Bevern (1680-1735) x 1712 Antoinette Amalie van Brunswijk-Wolfenbüttel (1696-1762) | Lodewijk VIII van Hessen-Darmstadt (1681-1768) x1717 Charlotte Christine Magdalene Johanna van Hanau-Lichtenberg (1700-1726) | Lodewijk VIII van Hessen-Darmstadt (1681-1768) x1717 Charlotte Christine Magdalene Johanna van Hanau-Lichtenberg (1700-1726) | Lodewijk VIII van Hessen-Darmstadt (1681-1768) x1717 Charlotte Christine Magdalene Johanna van Hanau-Lichtenberg (1700-1726) | Lodewijk VIII van Hessen-Darmstadt (1681-1768) x1717 Charlotte Christine Magdalene Johanna van Hanau-Lichtenberg (1700-1726) | Lodewijk VIII van Hessen-Darmstadt (1681-1768) x1717 Charlotte Christine Magdalene Johanna van Hanau-Lichtenberg (1700-1726) | Lodewijk VIII van Hessen-Darmstadt (1681-1768) x1717 Charlotte Christine Magdalene Johanna van Hanau-Lichtenberg (1700-1726) | Lodewijk VIII van Hessen-Darmstadt (1681-1768) x1717 Charlotte Christine Magdalene Johanna van Hanau-Lichtenberg (1700-1726) | Lodewijk VIII van Hessen-Darmstadt (1681-1768) x1717 Charlotte Christine Magdalene Johanna van Hanau-Lichtenberg (1700-1726) | Lodewijk VIII van Hessen-Darmstadt (1681-1768) x1717 Charlotte Christine Magdalene Johanna van Hanau-Lichtenberg (1700-1726) | Lodewijk VIII van Hessen-Darmstadt (1681-1768) x1717 Charlotte Christine Magdalene Johanna van Hanau-Lichtenberg (1700-1726) | Lodewijk VIII van Hessen-Darmstadt (1681-1768) x1717 Charlotte Christine Magdalene Johanna van Hanau-Lichtenberg (1700-1726) | Lodewijk VIII van Hessen-Darmstadt (1681-1768) x1717 Charlotte Christine Magdalene Johanna van Hanau-Lichtenberg (1700-1726) | Lodewijk VIII van Hessen-Darmstadt (1681-1768) x1717 Charlotte Christine Magdalene Johanna van Hanau-Lichtenberg (1700-1726) | Lodewijk VIII van Hessen-Darmstadt (1681-1768) x1717 Charlotte Christine Magdalene Johanna van Hanau-Lichtenberg (1700-1726) | Lodewijk VIII van Hessen-Darmstadt (1681-1768) x1717 Charlotte Christine Magdalene Johanna van Hanau-Lichtenberg (1700-1726) | Lodewijk VIII van Hessen-Darmstadt (1681-1768) x1717 Charlotte Christine Magdalene Johanna van Hanau-Lichtenberg (1700-1726) | Lodewijk VIII van Hessen-Darmstadt (1681-1768) x1717 Charlotte Christine Magdalene Johanna van Hanau-Lichtenberg (1700-1726) | Lodewijk VIII van Hessen-Darmstadt (1681-1768) x1717 Charlotte Christine Magdalene Johanna van Hanau-Lichtenberg (1700-1726) | Lodewijk VIII van Hessen-Darmstadt (1681-1768) x1717 Charlotte Christine Magdalene Johanna van Hanau-Lichtenberg (1700-1726) | Lodewijk VIII van Hessen-Darmstadt (1681-1768) x1717 Charlotte Christine Magdalene Johanna van Hanau-Lichtenberg (1700-1726) | Lodewijk VIII van Hessen-Darmstadt (1681-1768) x1717 Charlotte Christine Magdalene Johanna van Hanau-Lichtenberg (1700-1726) | Christiaan III van Palts-Zweibrücken (1674-1735) x1719 Carolina van Nassau-Saarbrücken (1704-1774)       | Christiaan III van Palts-Zweibrücken (1674-1735) x1719 Carolina van Nassau-Saarbrücken (1704-1774)       | Christiaan III van Palts-Zweibrücken (1674-1735) x1719 Carolina van Nassau-Saarbrücken (1704-1774)       | Christiaan III van Palts-Zweibrücken (1674-1735) x1719 Carolina van Nassau-Saarbrücken (1704-1774)       | Christiaan III van Palts-Zweibrücken (1674-1735) x1719 Carolina van Nassau-Saarbrücken (1704-1774)       | Christiaan III van Palts-Zweibrücken (1674-1735) x1719 Carolina van Nassau-Saarbrücken (1704-1774)       | Christiaan III van Palts-Zweibrücken (1674-1735) x1719 Carolina van Nassau-Saarbrücken (1704-1774)       | Christiaan III van Palts-Zweibrücken (1674-1735) x1719 Carolina van Nassau-Saarbrücken (1704-1774)       | Christiaan III van Palts-Zweibrücken (1674-1735) x1719 Carolina van Nassau-Saarbrücken (1704-1774)       | Christiaan III van Palts-Zweibrücken (1674-1735) x1719 Carolina van Nassau-Saarbrücken (1704-1774)       | Christiaan III van Palts-Zweibrücken (1674-1735) x1719 Carolina van Nassau-Saarbrücken (1704-1774)       | Christiaan III van Palts-Zweibrücken (1674-1735) x1719 Carolina van Nassau-Saarbrücken (1704-1774)       | Christiaan III van Palts-Zweibrücken (1674-1735) x1719 Carolina van Nassau-Saarbrücken (1704-1774)       | Christiaan III van Palts-Zweibrücken (1674-1735) x1719 Carolina van Nassau-Saarbrücken (1704-1774)       | Christiaan III van Palts-Zweibrücken (1674-1735) x1719 Carolina van Nassau-Saarbrücken (1704-1774)       | Christiaan III van Palts-Zweibrücken (1674-1735) x1719 Carolina van Nassau-Saarbrücken (1704-1774)       | Christiaan III van Palts-Zweibrücken (1674-1735) x1719 Carolina van Nassau-Saarbrücken (1704-1774)       | Christiaan III van Palts-Zweibrücken (1674-1735) x1719 Carolina van Nassau-Saarbrücken (1704-1774)       | Christiaan III van Palts-Zweibrücken (1674-1735) x1719 Carolina van Nassau-Saarbrücken (1704-1774)       | Christiaan III van Palts-Zweibrücken (1674-1735) x1719 Carolina van Nassau-Saarbrücken (1704-1774)       | Christiaan III van Palts-Zweibrücken (1674-1735) x1719 Carolina van Nassau-Saarbrücken (1704-1774)       |
| Overgrootouders                                                         | Willem IV van Oranje-Nassau (1711-1751) x 1734 Anna van Hannover (1709-1759)                      | Willem IV van Oranje-Nassau (1711-1751) x 1734 Anna van Hannover (1709-1759)                      | Willem IV van Oranje-Nassau (1711-1751) x 1734 Anna van Hannover (1709-1759)                      | Willem IV van Oranje-Nassau (1711-1751) x 1734 Anna van Hannover (1709-1759)                      | Willem IV van Oranje-Nassau (1711-1751) x 1734 Anna van Hannover (1709-1759)                      | Willem IV van Oranje-Nassau (1711-1751) x 1734 Anna van Hannover (1709-1759)                      | Willem IV van Oranje-Nassau (1711-1751) x 1734 Anna van Hannover (1709-1759)                      | Willem IV van Oranje-Nassau (1711-1751) x 1734 Anna van Hannover (1709-1759)                      | Willem IV van Oranje-Nassau (1711-1751) x 1734 Anna van Hannover (1709-1759)                      | Willem IV van Oranje-Nassau (1711-1751) x 1734 Anna van Hannover (1709-1759)                      | Willem IV van Oranje-Nassau (1711-1751) x 1734 Anna van Hannover (1709-1759)                      | Willem IV van Oranje-Nassau (1711-1751) x 1734 Anna van Hannover (1709-1759)                      | Willem IV van Oranje-Nassau (1711-1751) x 1734 Anna van Hannover (1709-1759)                      | Willem IV van Oranje-Nassau (1711-1751) x 1734 Anna van Hannover (1709-1759)                      | Willem IV van Oranje-Nassau (1711-1751) x 1734 Anna van Hannover (1709-1759)                      | Willem IV van Oranje-Nassau (1711-1751) x 1734 Anna van Hannover (1709-1759)                      | Willem IV van Oranje-Nassau (1711-1751) x 1734 Anna van Hannover (1709-1759)                      | Willem IV van Oranje-Nassau (1711-1751) x 1734 Anna van Hannover (1709-1759)                      | Willem IV van Oranje-Nassau (1711-1751) x 1734 Anna van Hannover (1709-1759)                      | Willem IV van Oranje-Nassau (1711-1751) x 1734 Anna van Hannover (1709-1759)                      | Willem IV van Oranje-Nassau (1711-1751) x 1734 Anna van Hannover (1709-1759)                      | Willem IV van Oranje-Nassau (1711-1751) x 1734 Anna van Hannover (1709-1759)           | Willem IV van Oranje-Nassau (1711-1751) x 1734 Anna van Hannover (1709-1759)           | Willem IV van Oranje-Nassau (1711-1751) x 1734 Anna van Hannover (1709-1759)           | Willem IV van Oranje-Nassau (1711-1751) x 1734 Anna van Hannover (1709-1759)           | Willem IV van Oranje-Nassau (1711-1751) x 1734 Anna van Hannover (1709-1759)           | Willem IV van Oranje-Nassau (1711-1751) x 1734 Anna van Hannover (1709-1759)           | Willem IV van Oranje-Nassau (1711-1751) x 1734 Anna van Hannover (1709-1759)           | Willem IV van Oranje-Nassau (1711-1751) x 1734 Anna van Hannover (1709-1759)           | Willem IV van Oranje-Nassau (1711-1751) x 1734 Anna van Hannover (1709-1759)           | Willem IV van Oranje-Nassau (1711-1751) x 1734 Anna van Hannover (1709-1759)           | Willem IV van Oranje-Nassau (1711-1751) x 1734 Anna van Hannover (1709-1759)           | Willem IV van Oranje-Nassau (1711-1751) x 1734 Anna van Hannover (1709-1759)           | Willem IV van Oranje-Nassau (1711-1751) x 1734 Anna van Hannover (1709-1759)           | Willem IV van Oranje-Nassau (1711-1751) x 1734 Anna van Hannover (1709-1759)           | Willem IV van Oranje-Nassau (1711-1751) x 1734 Anna van Hannover (1709-1759)           | Willem IV van Oranje-Nassau (1711-1751) x 1734 Anna van Hannover (1709-1759)           | Willem IV van Oranje-Nassau (1711-1751) x 1734 Anna van Hannover (1709-1759)           | Willem IV van Oranje-Nassau (1711-1751) x 1734 Anna van Hannover (1709-1759)           | Willem IV van Oranje-Nassau (1711-1751) x 1734 Anna van Hannover (1709-1759)           | Willem IV van Oranje-Nassau (1711-1751) x 1734 Anna van Hannover (1709-1759)           | Willem IV van Oranje-Nassau (1711-1751) x 1734 Anna van Hannover (1709-1759)           | August Willem van Pruisen (1722-1758) x 1742 Amalia van Brunswijk-Wolfenbüttel (1722-1780) | August Willem van Pruisen (1722-1758) x 1742 Amalia van Brunswijk-Wolfenbüttel (1722-1780) | August Willem van Pruisen (1722-1758) x 1742 Amalia van Brunswijk-Wolfenbüttel (1722-1780) | August Willem van Pruisen (1722-1758) x 1742 Amalia van Brunswijk-Wolfenbüttel (1722-1780) | August Willem van Pruisen (1722-1758) x 1742 Amalia van Brunswijk-Wolfenbüttel (1722-1780) | August Willem van Pruisen (1722-1758) x 1742 Amalia van Brunswijk-Wolfenbüttel (1722-1780) | August Willem van Pruisen (1722-1758) x 1742 Amalia van Brunswijk-Wolfenbüttel (1722-1780) | August Willem van Pruisen (1722-1758) x 1742 Amalia van Brunswijk-Wolfenbüttel (1722-1780) | August Willem van Pruisen (1722-1758) x 1742 Amalia van Brunswijk-Wolfenbüttel (1722-1780) | August Willem van Pruisen (1722-1758) x 1742 Amalia van Brunswijk-Wolfenbüttel (1722-1780) | August Willem van Pruisen (1722-1758) x 1742 Amalia van Brunswijk-Wolfenbüttel (1722-1780) | August Willem van Pruisen (1722-1758) x 1742 Amalia van Brunswijk-Wolfenbüttel (1722-1780) | August Willem van Pruisen (1722-1758) x 1742 Amalia van Brunswijk-Wolfenbüttel (1722-1780) | August Willem van Pruisen (1722-1758) x 1742 Amalia van Brunswijk-Wolfenbüttel (1722-1780) | August Willem van Pruisen (1722-1758) x 1742 Amalia van Brunswijk-Wolfenbüttel (1722-1780) | August Willem van Pruisen (1722-1758) x 1742 Amalia van Brunswijk-Wolfenbüttel (1722-1780) | August Willem van Pruisen (1722-1758) x 1742 Amalia van Brunswijk-Wolfenbüttel (1722-1780) | August Willem van Pruisen (1722-1758) x 1742 Amalia van Brunswijk-Wolfenbüttel (1722-1780) | August Willem van Pruisen (1722-1758) x 1742 Amalia van Brunswijk-Wolfenbüttel (1722-1780) | August Willem van Pruisen (1722-1758) x 1742 Amalia van Brunswijk-Wolfenbüttel (1722-1780) | August Willem van Pruisen (1722-1758) x 1742 Amalia van Brunswijk-Wolfenbüttel (1722-1780) | August Willem van Pruisen (1722-1758) x 1742 Amalia van Brunswijk-Wolfenbüttel (1722-1780)                             | August Willem van Pruisen (1722-1758) x 1742 Amalia van Brunswijk-Wolfenbüttel (1722-1780)                             | August Willem van Pruisen (1722-1758) x 1742 Amalia van Brunswijk-Wolfenbüttel (1722-1780)                             | August Willem van Pruisen (1722-1758) x 1742 Amalia van Brunswijk-Wolfenbüttel (1722-1780)                             | August Willem van Pruisen (1722-1758) x 1742 Amalia van Brunswijk-Wolfenbüttel (1722-1780)                             | August Willem van Pruisen (1722-1758) x 1742 Amalia van Brunswijk-Wolfenbüttel (1722-1780)                             | August Willem van Pruisen (1722-1758) x 1742 Amalia van Brunswijk-Wolfenbüttel (1722-1780)                             | August Willem van Pruisen (1722-1758) x 1742 Amalia van Brunswijk-Wolfenbüttel (1722-1780)                             | August Willem van Pruisen (1722-1758) x 1742 Amalia van Brunswijk-Wolfenbüttel (1722-1780)                             | August Willem van Pruisen (1722-1758) x 1742 Amalia van Brunswijk-Wolfenbüttel (1722-1780)                             | August Willem van Pruisen (1722-1758) x 1742 Amalia van Brunswijk-Wolfenbüttel (1722-1780)                             | August Willem van Pruisen (1722-1758) x 1742 Amalia van Brunswijk-Wolfenbüttel (1722-1780)                             | August Willem van Pruisen (1722-1758) x 1742 Amalia van Brunswijk-Wolfenbüttel (1722-1780)                             | August Willem van Pruisen (1722-1758) x 1742 Amalia van Brunswijk-Wolfenbüttel (1722-1780)                             | August Willem van Pruisen (1722-1758) x 1742 Amalia van Brunswijk-Wolfenbüttel (1722-1780)                             | August Willem van Pruisen (1722-1758) x 1742 Amalia van Brunswijk-Wolfenbüttel (1722-1780)                             | August Willem van Pruisen (1722-1758) x 1742 Amalia van Brunswijk-Wolfenbüttel (1722-1780)                             | August Willem van Pruisen (1722-1758) x 1742 Amalia van Brunswijk-Wolfenbüttel (1722-1780)                             | August Willem van Pruisen (1722-1758) x 1742 Amalia van Brunswijk-Wolfenbüttel (1722-1780)                             | August Willem van Pruisen (1722-1758) x 1742 Amalia van Brunswijk-Wolfenbüttel (1722-1780)                             | August Willem van Pruisen (1722-1758) x 1742 Amalia van Brunswijk-Wolfenbüttel (1722-1780)                             | August Willem van Pruisen (1722-1758) x 1742 Amalia van Brunswijk-Wolfenbüttel (1722-1780)   | August Willem van Pruisen (1722-1758) x 1742 Amalia van Brunswijk-Wolfenbüttel (1722-1780)   | August Willem van Pruisen (1722-1758) x 1742 Amalia van Brunswijk-Wolfenbüttel (1722-1780)   | August Willem van Pruisen (1722-1758) x 1742 Amalia van Brunswijk-Wolfenbüttel (1722-1780)   | August Willem van Pruisen (1722-1758) x 1742 Amalia van Brunswijk-Wolfenbüttel (1722-1780)   | August Willem van Pruisen (1722-1758) x 1742 Amalia van Brunswijk-Wolfenbüttel (1722-1780)   | August Willem van Pruisen (1722-1758) x 1742 Amalia van Brunswijk-Wolfenbüttel (1722-1780)   | August Willem van Pruisen (1722-1758) x 1742 Amalia van Brunswijk-Wolfenbüttel (1722-1780)   | August Willem van Pruisen (1722-1758) x 1742 Amalia van Brunswijk-Wolfenbüttel (1722-1780)   | August Willem van Pruisen (1722-1758) x 1742 Amalia van Brunswijk-Wolfenbüttel (1722-1780)   | August Willem van Pruisen (1722-1758) x 1742 Amalia van Brunswijk-Wolfenbüttel (1722-1780)   | August Willem van Pruisen (1722-1758) x 1742 Amalia van Brunswijk-Wolfenbüttel (1722-1780)   | August Willem van Pruisen (1722-1758) x 1742 Amalia van Brunswijk-Wolfenbüttel (1722-1780)   | August Willem van Pruisen (1722-1758) x 1742 Amalia van Brunswijk-Wolfenbüttel (1722-1780)   | August Willem van Pruisen (1722-1758) x 1742 Amalia van Brunswijk-Wolfenbüttel (1722-1780)   | August Willem van Pruisen (1722-1758) x 1742 Amalia van Brunswijk-Wolfenbüttel (1722-1780)   | August Willem van Pruisen (1722-1758) x 1742 Amalia van Brunswijk-Wolfenbüttel (1722-1780)   | August Willem van Pruisen (1722-1758) x 1742 Amalia van Brunswijk-Wolfenbüttel (1722-1780)   | August Willem van Pruisen (1722-1758) x 1742 Amalia van Brunswijk-Wolfenbüttel (1722-1780)   | August Willem van Pruisen (1722-1758) x 1742 Amalia van Brunswijk-Wolfenbüttel (1722-1780)   | August Willem van Pruisen (1722-1758) x 1742 Amalia van Brunswijk-Wolfenbüttel (1722-1780)   | August Willem van Pruisen (1722-1758) x 1742 Amalia van Brunswijk-Wolfenbüttel (1722-1780)                             | August Willem van Pruisen (1722-1758) x 1742 Amalia van Brunswijk-Wolfenbüttel (1722-1780)                             | August Willem van Pruisen (1722-1758) x 1742 Amalia van Brunswijk-Wolfenbüttel (1722-1780)                             | August Willem van Pruisen (1722-1758) x 1742 Amalia van Brunswijk-Wolfenbüttel (1722-1780)                             | August Willem van Pruisen (1722-1758) x 1742 Amalia van Brunswijk-Wolfenbüttel (1722-1780)                             | August Willem van Pruisen (1722-1758) x 1742 Amalia van Brunswijk-Wolfenbüttel (1722-1780)                             | August Willem van Pruisen (1722-1758) x 1742 Amalia van Brunswijk-Wolfenbüttel (1722-1780)                             | August Willem van Pruisen (1722-1758) x 1742 Amalia van Brunswijk-Wolfenbüttel (1722-1780)                             | August Willem van Pruisen (1722-1758) x 1742 Amalia van Brunswijk-Wolfenbüttel (1722-1780)                             | August Willem van Pruisen (1722-1758) x 1742 Amalia van Brunswijk-Wolfenbüttel (1722-1780)                             | August Willem van Pruisen (1722-1758) x 1742 Amalia van Brunswijk-Wolfenbüttel (1722-1780)                             | August Willem van Pruisen (1722-1758) x 1742 Amalia van Brunswijk-Wolfenbüttel (1722-1780)                             | August Willem van Pruisen (1722-1758) x 1742 Amalia van Brunswijk-Wolfenbüttel (1722-1780)                             | August Willem van Pruisen (1722-1758) x 1742 Amalia van Brunswijk-Wolfenbüttel (1722-1780)                             | August Willem van Pruisen (1722-1758) x 1742 Amalia van Brunswijk-Wolfenbüttel (1722-1780)                             | August Willem van Pruisen (1722-1758) x 1742 Amalia van Brunswijk-Wolfenbüttel (1722-1780)                             | August Willem van Pruisen (1722-1758) x 1742 Amalia van Brunswijk-Wolfenbüttel (1722-1780)                             | August Willem van Pruisen (1722-1758) x 1742 Amalia van Brunswijk-Wolfenbüttel (1722-1780)                             | August Willem van Pruisen (1722-1758) x 1742 Amalia van Brunswijk-Wolfenbüttel (1722-1780)                             | August Willem van Pruisen (1722-1758) x 1742 Amalia van Brunswijk-Wolfenbüttel (1722-1780)                             | August Willem van Pruisen (1722-1758) x 1742 Amalia van Brunswijk-Wolfenbüttel (1722-1780)                             | Lodewijk IX van Hessen-Darmstadt (1719-1790) x 1741 Henriëtte Caroline van Palts-Tweebruggen (1721-1774)                     | Lodewijk IX van Hessen-Darmstadt (1719-1790) x 1741 Henriëtte Caroline van Palts-Tweebruggen (1721-1774)                     | Lodewijk IX van Hessen-Darmstadt (1719-1790) x 1741 Henriëtte Caroline van Palts-Tweebruggen (1721-1774)                     | Lodewijk IX van Hessen-Darmstadt (1719-1790) x 1741 Henriëtte Caroline van Palts-Tweebruggen (1721-1774)                     | Lodewijk IX van Hessen-Darmstadt (1719-1790) x 1741 Henriëtte Caroline van Palts-Tweebruggen (1721-1774)                     | Lodewijk IX van Hessen-Darmstadt (1719-1790) x 1741 Henriëtte Caroline van Palts-Tweebruggen (1721-1774)                     | Lodewijk IX van Hessen-Darmstadt (1719-1790) x 1741 Henriëtte Caroline van Palts-Tweebruggen (1721-1774)                     | Lodewijk IX van Hessen-Darmstadt (1719-1790) x 1741 Henriëtte Caroline van Palts-Tweebruggen (1721-1774)                     | Lodewijk IX van Hessen-Darmstadt (1719-1790) x 1741 Henriëtte Caroline van Palts-Tweebruggen (1721-1774)                     | Lodewijk IX van Hessen-Darmstadt (1719-1790) x 1741 Henriëtte Caroline van Palts-Tweebruggen (1721-1774)                     | Lodewijk IX van Hessen-Darmstadt (1719-1790) x 1741 Henriëtte Caroline van Palts-Tweebruggen (1721-1774)                     | Lodewijk IX van Hessen-Darmstadt (1719-1790) x 1741 Henriëtte Caroline van Palts-Tweebruggen (1721-1774)                     | Lodewijk IX van Hessen-Darmstadt (1719-1790) x 1741 Henriëtte Caroline van Palts-Tweebruggen (1721-1774)                     | Lodewijk IX van Hessen-Darmstadt (1719-1790) x 1741 Henriëtte Caroline van Palts-Tweebruggen (1721-1774)                     | Lodewijk IX van Hessen-Darmstadt (1719-1790) x 1741 Henriëtte Caroline van Palts-Tweebruggen (1721-1774)                     | Lodewijk IX van Hessen-Darmstadt (1719-1790) x 1741 Henriëtte Caroline van Palts-Tweebruggen (1721-1774)                     | Lodewijk IX van Hessen-Darmstadt (1719-1790) x 1741 Henriëtte Caroline van Palts-Tweebruggen (1721-1774)                     | Lodewijk IX van Hessen-Darmstadt (1719-1790) x 1741 Henriëtte Caroline van Palts-Tweebruggen (1721-1774)                     | Lodewijk IX van Hessen-Darmstadt (1719-1790) x 1741 Henriëtte Caroline van Palts-Tweebruggen (1721-1774)                     | Lodewijk IX van Hessen-Darmstadt (1719-1790) x 1741 Henriëtte Caroline van Palts-Tweebruggen (1721-1774)                     | Lodewijk IX van Hessen-Darmstadt (1719-1790) x 1741 Henriëtte Caroline van Palts-Tweebruggen (1721-1774)                     | Lodewijk IX van Hessen-Darmstadt (1719-1790) x 1741 Henriëtte Caroline van Palts-Tweebruggen (1721-1774) | Lodewijk IX van Hessen-Darmstadt (1719-1790) x 1741 Henriëtte Caroline van Palts-Tweebruggen (1721-1774) | Lodewijk IX van Hessen-Darmstadt (1719-1790) x 1741 Henriëtte Caroline van Palts-Tweebruggen (1721-1774) | Lodewijk IX van Hessen-Darmstadt (1719-1790) x 1741 Henriëtte Caroline van Palts-Tweebruggen (1721-1774) | Lodewijk IX van Hessen-Darmstadt (1719-1790) x 1741 Henriëtte Caroline van Palts-Tweebruggen (1721-1774) | Lodewijk IX van Hessen-Darmstadt (1719-1790) x 1741 Henriëtte Caroline van Palts-Tweebruggen (1721-1774) | Lodewijk IX van Hessen-Darmstadt (1719-1790) x 1741 Henriëtte Caroline van Palts-Tweebruggen (1721-1774) | Lodewijk IX van Hessen-Darmstadt (1719-1790) x 1741 Henriëtte Caroline van Palts-Tweebruggen (1721-1774) | Lodewijk IX van Hessen-Darmstadt (1719-1790) x 1741 Henriëtte Caroline van Palts-Tweebruggen (1721-1774) | Lodewijk IX van Hessen-Darmstadt (1719-1790) x 1741 Henriëtte Caroline van Palts-Tweebruggen (1721-1774) | Lodewijk IX van Hessen-Darmstadt (1719-1790) x 1741 Henriëtte Caroline van Palts-Tweebruggen (1721-1774) | Lodewijk IX van Hessen-Darmstadt (1719-1790) x 1741 Henriëtte Caroline van Palts-Tweebruggen (1721-1774) | Lodewijk IX van Hessen-Darmstadt (1719-1790) x 1741 Henriëtte Caroline van Palts-Tweebruggen (1721-1774) | Lodewijk IX van Hessen-Darmstadt (1719-1790) x 1741 Henriëtte Caroline van Palts-Tweebruggen (1721-1774) | Lodewijk IX van Hessen-Darmstadt (1719-1790) x 1741 Henriëtte Caroline van Palts-Tweebruggen (1721-1774) | Lodewijk IX van Hessen-Darmstadt (1719-1790) x 1741 Henriëtte Caroline van Palts-Tweebruggen (1721-1774) | Lodewijk IX van Hessen-Darmstadt (1719-1790) x 1741 Henriëtte Caroline van Palts-Tweebruggen (1721-1774) | Lodewijk IX van Hessen-Darmstadt (1719-1790) x 1741 Henriëtte Caroline van Palts-Tweebruggen (1721-1774) | Lodewijk IX van Hessen-Darmstadt (1719-1790) x 1741 Henriëtte Caroline van Palts-Tweebruggen (1721-1774) | Lodewijk IX van Hessen-Darmstadt (1719-1790) x 1741 Henriëtte Caroline van Palts-Tweebruggen (1721-1774) | Lodewijk IX van Hessen-Darmstadt (1719-1790) x 1741 Henriëtte Caroline van Palts-Tweebruggen (1721-1774) |
| Grootouders                                                             | Willem V van Oranje-Nassau (1748-1806) x 1767 Wilhelmina van Pruisen (1751-1820)                  | Willem V van Oranje-Nassau (1748-1806) x 1767 Wilhelmina van Pruisen (1751-1820)                  | Willem V van Oranje-Nassau (1748-1806) x 1767 Wilhelmina van Pruisen (1751-1820)                  | Willem V van Oranje-Nassau (1748-1806) x 1767 Wilhelmina van Pruisen (1751-1820)                  | Willem V van Oranje-Nassau (1748-1806) x 1767 Wilhelmina van Pruisen (1751-1820)                  | Willem V van Oranje-Nassau (1748-1806) x 1767 Wilhelmina van Pruisen (1751-1820)                  | Willem V van Oranje-Nassau (1748-1806) x 1767 Wilhelmina van Pruisen (1751-1820)                  | Willem V van Oranje-Nassau (1748-1806) x 1767 Wilhelmina van Pruisen (1751-1820)                  | Willem V van Oranje-Nassau (1748-1806) x 1767 Wilhelmina van Pruisen (1751-1820)                  | Willem V van Oranje-Nassau (1748-1806) x 1767 Wilhelmina van Pruisen (1751-1820)                  | Willem V van Oranje-Nassau (1748-1806) x 1767 Wilhelmina van Pruisen (1751-1820)                  | Willem V van Oranje-Nassau (1748-1806) x 1767 Wilhelmina van Pruisen (1751-1820)                  | Willem V van Oranje-Nassau (1748-1806) x 1767 Wilhelmina van Pruisen (1751-1820)                  | Willem V van Oranje-Nassau (1748-1806) x 1767 Wilhelmina van Pruisen (1751-1820)                  | Willem V van Oranje-Nassau (1748-1806) x 1767 Wilhelmina van Pruisen (1751-1820)                  | Willem V van Oranje-Nassau (1748-1806) x 1767 Wilhelmina van Pruisen (1751-1820)                  | Willem V van Oranje-Nassau (1748-1806) x 1767 Wilhelmina van Pruisen (1751-1820)                  | Willem V van Oranje-Nassau (1748-1806) x 1767 Wilhelmina van Pruisen (1751-1820)                  | Willem V van Oranje-Nassau (1748-1806) x 1767 Wilhelmina van Pruisen (1751-1820)                  | Willem V van Oranje-Nassau (1748-1806) x 1767 Wilhelmina van Pruisen (1751-1820)                  | Willem V van Oranje-Nassau (1748-1806) x 1767 Wilhelmina van Pruisen (1751-1820)                  | Willem V van Oranje-Nassau (1748-1806) x 1767 Wilhelmina van Pruisen (1751-1820)       | Willem V van Oranje-Nassau (1748-1806) x 1767 Wilhelmina van Pruisen (1751-1820)       | Willem V van Oranje-Nassau (1748-1806) x 1767 Wilhelmina van Pruisen (1751-1820)       | Willem V van Oranje-Nassau (1748-1806) x 1767 Wilhelmina van Pruisen (1751-1820)       | Willem V van Oranje-Nassau (1748-1806) x 1767 Wilhelmina van Pruisen (1751-1820)       | Willem V van Oranje-Nassau (1748-1806) x 1767 Wilhelmina van Pruisen (1751-1820)       | Willem V van Oranje-Nassau (1748-1806) x 1767 Wilhelmina van Pruisen (1751-1820)       | Willem V van Oranje-Nassau (1748-1806) x 1767 Wilhelmina van Pruisen (1751-1820)       | Willem V van Oranje-Nassau (1748-1806) x 1767 Wilhelmina van Pruisen (1751-1820)       | Willem V van Oranje-Nassau (1748-1806) x 1767 Wilhelmina van Pruisen (1751-1820)       | Willem V van Oranje-Nassau (1748-1806) x 1767 Wilhelmina van Pruisen (1751-1820)       | Willem V van Oranje-Nassau (1748-1806) x 1767 Wilhelmina van Pruisen (1751-1820)       | Willem V van Oranje-Nassau (1748-1806) x 1767 Wilhelmina van Pruisen (1751-1820)       | Willem V van Oranje-Nassau (1748-1806) x 1767 Wilhelmina van Pruisen (1751-1820)       | Willem V van Oranje-Nassau (1748-1806) x 1767 Wilhelmina van Pruisen (1751-1820)       | Willem V van Oranje-Nassau (1748-1806) x 1767 Wilhelmina van Pruisen (1751-1820)       | Willem V van Oranje-Nassau (1748-1806) x 1767 Wilhelmina van Pruisen (1751-1820)       | Willem V van Oranje-Nassau (1748-1806) x 1767 Wilhelmina van Pruisen (1751-1820)       | Willem V van Oranje-Nassau (1748-1806) x 1767 Wilhelmina van Pruisen (1751-1820)       | Willem V van Oranje-Nassau (1748-1806) x 1767 Wilhelmina van Pruisen (1751-1820)       | Willem V van Oranje-Nassau (1748-1806) x 1767 Wilhelmina van Pruisen (1751-1820)       | Willem V van Oranje-Nassau (1748-1806) x 1767 Wilhelmina van Pruisen (1751-1820)           | Willem V van Oranje-Nassau (1748-1806) x 1767 Wilhelmina van Pruisen (1751-1820)           | Willem V van Oranje-Nassau (1748-1806) x 1767 Wilhelmina van Pruisen (1751-1820)           | Willem V van Oranje-Nassau (1748-1806) x 1767 Wilhelmina van Pruisen (1751-1820)           | Willem V van Oranje-Nassau (1748-1806) x 1767 Wilhelmina van Pruisen (1751-1820)           | Willem V van Oranje-Nassau (1748-1806) x 1767 Wilhelmina van Pruisen (1751-1820)           | Willem V van Oranje-Nassau (1748-1806) x 1767 Wilhelmina van Pruisen (1751-1820)           | Willem V van Oranje-Nassau (1748-1806) x 1767 Wilhelmina van Pruisen (1751-1820)           | Willem V van Oranje-Nassau (1748-1806) x 1767 Wilhelmina van Pruisen (1751-1820)           | Willem V van Oranje-Nassau (1748-1806) x 1767 Wilhelmina van Pruisen (1751-1820)           | Willem V van Oranje-Nassau (1748-1806) x 1767 Wilhelmina van Pruisen (1751-1820)           | Willem V van Oranje-Nassau (1748-1806) x 1767 Wilhelmina van Pruisen (1751-1820)           | Willem V van Oranje-Nassau (1748-1806) x 1767 Wilhelmina van Pruisen (1751-1820)           | Willem V van Oranje-Nassau (1748-1806) x 1767 Wilhelmina van Pruisen (1751-1820)           | Willem V van Oranje-Nassau (1748-1806) x 1767 Wilhelmina van Pruisen (1751-1820)           | Willem V van Oranje-Nassau (1748-1806) x 1767 Wilhelmina van Pruisen (1751-1820)           | Willem V van Oranje-Nassau (1748-1806) x 1767 Wilhelmina van Pruisen (1751-1820)           | Willem V van Oranje-Nassau (1748-1806) x 1767 Wilhelmina van Pruisen (1751-1820)           | Willem V van Oranje-Nassau (1748-1806) x 1767 Wilhelmina van Pruisen (1751-1820)           | Willem V van Oranje-Nassau (1748-1806) x 1767 Wilhelmina van Pruisen (1751-1820)           | Willem V van Oranje-Nassau (1748-1806) x 1767 Wilhelmina van Pruisen (1751-1820)           | Willem V van Oranje-Nassau (1748-1806) x 1767 Wilhelmina van Pruisen (1751-1820)                                       | Willem V van Oranje-Nassau (1748-1806) x 1767 Wilhelmina van Pruisen (1751-1820)                                       | Willem V van Oranje-Nassau (1748-1806) x 1767 Wilhelmina van Pruisen (1751-1820)                                       | Willem V van Oranje-Nassau (1748-1806) x 1767 Wilhelmina van Pruisen (1751-1820)                                       | Willem V van Oranje-Nassau (1748-1806) x 1767 Wilhelmina van Pruisen (1751-1820)                                       | Willem V van Oranje-Nassau (1748-1806) x 1767 Wilhelmina van Pruisen (1751-1820)                                       | Willem V van Oranje-Nassau (1748-1806) x 1767 Wilhelmina van Pruisen (1751-1820)                                       | Willem V van Oranje-Nassau (1748-1806) x 1767 Wilhelmina van Pruisen (1751-1820)                                       | Willem V van Oranje-Nassau (1748-1806) x 1767 Wilhelmina van Pruisen (1751-1820)                                       | Willem V van Oranje-Nassau (1748-1806) x 1767 Wilhelmina van Pruisen (1751-1820)                                       | Willem V van Oranje-Nassau (1748-1806) x 1767 Wilhelmina van Pruisen (1751-1820)                                       | Willem V van Oranje-Nassau (1748-1806) x 1767 Wilhelmina van Pruisen (1751-1820)                                       | Willem V van Oranje-Nassau (1748-1806) x 1767 Wilhelmina van Pruisen (1751-1820)                                       | Willem V van Oranje-Nassau (1748-1806) x 1767 Wilhelmina van Pruisen (1751-1820)                                       | Willem V van Oranje-Nassau (1748-1806) x 1767 Wilhelmina van Pruisen (1751-1820)                                       | Willem V van Oranje-Nassau (1748-1806) x 1767 Wilhelmina van Pruisen (1751-1820)                                       | Willem V van Oranje-Nassau (1748-1806) x 1767 Wilhelmina van Pruisen (1751-1820)                                       | Willem V van Oranje-Nassau (1748-1806) x 1767 Wilhelmina van Pruisen (1751-1820)                                       | Willem V van Oranje-Nassau (1748-1806) x 1767 Wilhelmina van Pruisen (1751-1820)                                       | Willem V van Oranje-Nassau (1748-1806) x 1767 Wilhelmina van Pruisen (1751-1820)                                       | Willem V van Oranje-Nassau (1748-1806) x 1767 Wilhelmina van Pruisen (1751-1820)                                       | Frederik Willem II van Pruisen (1744-1797) x 1769 Frederika van Hessen-Darmstadt (1751-1805) | Frederik Willem II van Pruisen (1744-1797) x 1769 Frederika van Hessen-Darmstadt (1751-1805) | Frederik Willem II van Pruisen (1744-1797) x 1769 Frederika van Hessen-Darmstadt (1751-1805) | Frederik Willem II van Pruisen (1744-1797) x 1769 Frederika van Hessen-Darmstadt (1751-1805) | Frederik Willem II van Pruisen (1744-1797) x 1769 Frederika van Hessen-Darmstadt (1751-1805) | Frederik Willem II van Pruisen (1744-1797) x 1769 Frederika van Hessen-Darmstadt (1751-1805) | Frederik Willem II van Pruisen (1744-1797) x 1769 Frederika van Hessen-Darmstadt (1751-1805) | Frederik Willem II van Pruisen (1744-1797) x 1769 Frederika van Hessen-Darmstadt (1751-1805) | Frederik Willem II van Pruisen (1744-1797) x 1769 Frederika van Hessen-Darmstadt (1751-1805) | Frederik Willem II van Pruisen (1744-1797) x 1769 Frederika van Hessen-Darmstadt (1751-1805) | Frederik Willem II van Pruisen (1744-1797) x 1769 Frederika van Hessen-Darmstadt (1751-1805) | Frederik Willem II van Pruisen (1744-1797) x 1769 Frederika van Hessen-Darmstadt (1751-1805) | Frederik Willem II van Pruisen (1744-1797) x 1769 Frederika van Hessen-Darmstadt (1751-1805) | Frederik Willem II van Pruisen (1744-1797) x 1769 Frederika van Hessen-Darmstadt (1751-1805) | Frederik Willem II van Pruisen (1744-1797) x 1769 Frederika van Hessen-Darmstadt (1751-1805) | Frederik Willem II van Pruisen (1744-1797) x 1769 Frederika van Hessen-Darmstadt (1751-1805) | Frederik Willem II van Pruisen (1744-1797) x 1769 Frederika van Hessen-Darmstadt (1751-1805) | Frederik Willem II van Pruisen (1744-1797) x 1769 Frederika van Hessen-Darmstadt (1751-1805) | Frederik Willem II van Pruisen (1744-1797) x 1769 Frederika van Hessen-Darmstadt (1751-1805) | Frederik Willem II van Pruisen (1744-1797) x 1769 Frederika van Hessen-Darmstadt (1751-1805) | Frederik Willem II van Pruisen (1744-1797) x 1769 Frederika van Hessen-Darmstadt (1751-1805) | Frederik Willem II van Pruisen (1744-1797) x 1769 Frederika van Hessen-Darmstadt (1751-1805)                           | Frederik Willem II van Pruisen (1744-1797) x 1769 Frederika van Hessen-Darmstadt (1751-1805)                           | Frederik Willem II van Pruisen (1744-1797) x 1769 Frederika van Hessen-Darmstadt (1751-1805)                           | Frederik Willem II van Pruisen (1744-1797) x 1769 Frederika van Hessen-Darmstadt (1751-1805)                           | Frederik Willem II van Pruisen (1744-1797) x 1769 Frederika van Hessen-Darmstadt (1751-1805)                           | Frederik Willem II van Pruisen (1744-1797) x 1769 Frederika van Hessen-Darmstadt (1751-1805)                           | Frederik Willem II van Pruisen (1744-1797) x 1769 Frederika van Hessen-Darmstadt (1751-1805)                           | Frederik Willem II van Pruisen (1744-1797) x 1769 Frederika van Hessen-Darmstadt (1751-1805)                           | Frederik Willem II van Pruisen (1744-1797) x 1769 Frederika van Hessen-Darmstadt (1751-1805)                           | Frederik Willem II van Pruisen (1744-1797) x 1769 Frederika van Hessen-Darmstadt (1751-1805)                           | Frederik Willem II van Pruisen (1744-1797) x 1769 Frederika van Hessen-Darmstadt (1751-1805)                           | Frederik Willem II van Pruisen (1744-1797) x 1769 Frederika van Hessen-Darmstadt (1751-1805)                           | Frederik Willem II van Pruisen (1744-1797) x 1769 Frederika van Hessen-Darmstadt (1751-1805)                           | Frederik Willem II van Pruisen (1744-1797) x 1769 Frederika van Hessen-Darmstadt (1751-1805)                           | Frederik Willem II van Pruisen (1744-1797) x 1769 Frederika van Hessen-Darmstadt (1751-1805)                           | Frederik Willem II van Pruisen (1744-1797) x 1769 Frederika van Hessen-Darmstadt (1751-1805)                           | Frederik Willem II van Pruisen (1744-1797) x 1769 Frederika van Hessen-Darmstadt (1751-1805)                           | Frederik Willem II van Pruisen (1744-1797) x 1769 Frederika van Hessen-Darmstadt (1751-1805)                           | Frederik Willem II van Pruisen (1744-1797) x 1769 Frederika van Hessen-Darmstadt (1751-1805)                           | Frederik Willem II van Pruisen (1744-1797) x 1769 Frederika van Hessen-Darmstadt (1751-1805)                           | Frederik Willem II van Pruisen (1744-1797) x 1769 Frederika van Hessen-Darmstadt (1751-1805)                           | Frederik Willem II van Pruisen (1744-1797) x 1769 Frederika van Hessen-Darmstadt (1751-1805)                                 | Frederik Willem II van Pruisen (1744-1797) x 1769 Frederika van Hessen-Darmstadt (1751-1805)                                 | Frederik Willem II van Pruisen (1744-1797) x 1769 Frederika van Hessen-Darmstadt (1751-1805)                                 | Frederik Willem II van Pruisen (1744-1797) x 1769 Frederika van Hessen-Darmstadt (1751-1805)                                 | Frederik Willem II van Pruisen (1744-1797) x 1769 Frederika van Hessen-Darmstadt (1751-1805)                                 | Frederik Willem II van Pruisen (1744-1797) x 1769 Frederika van Hessen-Darmstadt (1751-1805)                                 | Frederik Willem II van Pruisen (1744-1797) x 1769 Frederika van Hessen-Darmstadt (1751-1805)                                 | Frederik Willem II van Pruisen (1744-1797) x 1769 Frederika van Hessen-Darmstadt (1751-1805)                                 | Frederik Willem II van Pruisen (1744-1797) x 1769 Frederika van Hessen-Darmstadt (1751-1805)                                 | Frederik Willem II van Pruisen (1744-1797) x 1769 Frederika van Hessen-Darmstadt (1751-1805)                                 | Frederik Willem II van Pruisen (1744-1797) x 1769 Frederika van Hessen-Darmstadt (1751-1805)                                 | Frederik Willem II van Pruisen (1744-1797) x 1769 Frederika van Hessen-Darmstadt (1751-1805)                                 | Frederik Willem II van Pruisen (1744-1797) x 1769 Frederika van Hessen-Darmstadt (1751-1805)                                 | Frederik Willem II van Pruisen (1744-1797) x 1769 Frederika van Hessen-Darmstadt (1751-1805)                                 | Frederik Willem II van Pruisen (1744-1797) x 1769 Frederika van Hessen-Darmstadt (1751-1805)                                 | Frederik Willem II van Pruisen (1744-1797) x 1769 Frederika van Hessen-Darmstadt (1751-1805)                                 | Frederik Willem II van Pruisen (1744-1797) x 1769 Frederika van Hessen-Darmstadt (1751-1805)                                 | Frederik Willem II van Pruisen (1744-1797) x 1769 Frederika van Hessen-Darmstadt (1751-1805)                                 | Frederik Willem II van Pruisen (1744-1797) x 1769 Frederika van Hessen-Darmstadt (1751-1805)                                 | Frederik Willem II van Pruisen (1744-1797) x 1769 Frederika van Hessen-Darmstadt (1751-1805)                                 | Frederik Willem II van Pruisen (1744-1797) x 1769 Frederika van Hessen-Darmstadt (1751-1805)                                 | Frederik Willem II van Pruisen (1744-1797) x 1769 Frederika van Hessen-Darmstadt (1751-1805)             | Frederik Willem II van Pruisen (1744-1797) x 1769 Frederika van Hessen-Darmstadt (1751-1805)             | Frederik Willem II van Pruisen (1744-1797) x 1769 Frederika van Hessen-Darmstadt (1751-1805)             | Frederik Willem II van Pruisen (1744-1797) x 1769 Frederika van Hessen-Darmstadt (1751-1805)             | Frederik Willem II van Pruisen (1744-1797) x 1769 Frederika van Hessen-Darmstadt (1751-1805)             | Frederik Willem II van Pruisen (1744-1797) x 1769 Frederika van Hessen-Darmstadt (1751-1805)             | Frederik Willem II van Pruisen (1744-1797) x 1769 Frederika van Hessen-Darmstadt (1751-1805)             | Frederik Willem II van Pruisen (1744-1797) x 1769 Frederika van Hessen-Darmstadt (1751-1805)             | Frederik Willem II van Pruisen (1744-1797) x 1769 Frederika van Hessen-Darmstadt (1751-1805)             | Frederik Willem II van Pruisen (1744-1797) x 1769 Frederika van Hessen-Darmstadt (1751-1805)             | Frederik Willem II van Pruisen (1744-1797) x 1769 Frederika van Hessen-Darmstadt (1751-1805)             | Frederik Willem II van Pruisen (1744-1797) x 1769 Frederika van Hessen-Darmstadt (1751-1805)             | Frederik Willem II van Pruisen (1744-1797) x 1769 Frederika van Hessen-Darmstadt (1751-1805)             | Frederik Willem II van Pruisen (1744-1797) x 1769 Frederika van Hessen-Darmstadt (1751-1805)             | Frederik Willem II van Pruisen (1744-1797) x 1769 Frederika van Hessen-Darmstadt (1751-1805)             | Frederik Willem II van Pruisen (1744-1797) x 1769 Frederika van Hessen-Darmstadt (1751-1805)             | Frederik Willem II van Pruisen (1744-1797) x 1769 Frederika van Hessen-Darmstadt (1751-1805)             | Frederik Willem II van Pruisen (1744-1797) x 1769 Frederika van Hessen-Darmstadt (1751-1805)             | Frederik Willem II van Pruisen (1744-1797) x 1769 Frederika van Hessen-Darmstadt (1751-1805)             | Frederik Willem II van Pruisen (1744-1797) x 1769 Frederika van Hessen-Darmstadt (1751-1805)             | Frederik Willem II van Pruisen (1744-1797) x 1769 Frederika van Hessen-Darmstadt (1751-1805)             |
| Ouders                                                                  | Willem I van Oranje-Nassau (1772-1843) x 1791 Wilhelmina van Pruisen (1774-1837)                  | Willem I van Oranje-Nassau (1772-1843) x 1791 Wilhelmina van Pruisen (1774-1837)                  | Willem I van Oranje-Nassau (1772-1843) x 1791 Wilhelmina van Pruisen (1774-1837)                  | Willem I van Oranje-Nassau (1772-1843) x 1791 Wilhelmina van Pruisen (1774-1837)                  | Willem I van Oranje-Nassau (1772-1843) x 1791 Wilhelmina van Pruisen (1774-1837)                  | Willem I van Oranje-Nassau (1772-1843) x 1791 Wilhelmina van Pruisen (1774-1837)                  | Willem I van Oranje-Nassau (1772-1843) x 1791 Wilhelmina van Pruisen (1774-1837)                  | Willem I van Oranje-Nassau (1772-1843) x 1791 Wilhelmina van Pruisen (1774-1837)                  | Willem I van Oranje-Nassau (1772-1843) x 1791 Wilhelmina van Pruisen (1774-1837)                  | Willem I van Oranje-Nassau (1772-1843) x 1791 Wilhelmina van Pruisen (1774-1837)                  | Willem I van Oranje-Nassau (1772-1843) x 1791 Wilhelmina van Pruisen (1774-1837)                  | Willem I van Oranje-Nassau (1772-1843) x 1791 Wilhelmina van Pruisen (1774-1837)                  | Willem I van Oranje-Nassau (1772-1843) x 1791 Wilhelmina van Pruisen (1774-1837)                  | Willem I van Oranje-Nassau (1772-1843) x 1791 Wilhelmina van Pruisen (1774-1837)                  | Willem I van Oranje-Nassau (1772-1843) x 1791 Wilhelmina van Pruisen (1774-1837)                  | Willem I van Oranje-Nassau (1772-1843) x 1791 Wilhelmina van Pruisen (1774-1837)                  | Willem I van Oranje-Nassau (1772-1843) x 1791 Wilhelmina van Pruisen (1774-1837)                  | Willem I van Oranje-Nassau (1772-1843) x 1791 Wilhelmina van Pruisen (1774-1837)                  | Willem I van Oranje-Nassau (1772-1843) x 1791 Wilhelmina van Pruisen (1774-1837)                  | Willem I van Oranje-Nassau (1772-1843) x 1791 Wilhelmina van Pruisen (1774-1837)                  | Willem I van Oranje-Nassau (1772-1843) x 1791 Wilhelmina van Pruisen (1774-1837)                  | Willem I van Oranje-Nassau (1772-1843) x 1791 Wilhelmina van Pruisen (1774-1837)       | Willem I van Oranje-Nassau (1772-1843) x 1791 Wilhelmina van Pruisen (1774-1837)       | Willem I van Oranje-Nassau (1772-1843) x 1791 Wilhelmina van Pruisen (1774-1837)       | Willem I van Oranje-Nassau (1772-1843) x 1791 Wilhelmina van Pruisen (1774-1837)       | Willem I van Oranje-Nassau (1772-1843) x 1791 Wilhelmina van Pruisen (1774-1837)       | Willem I van Oranje-Nassau (1772-1843) x 1791 Wilhelmina van Pruisen (1774-1837)       | Willem I van Oranje-Nassau (1772-1843) x 1791 Wilhelmina van Pruisen (1774-1837)       | Willem I van Oranje-Nassau (1772-1843) x 1791 Wilhelmina van Pruisen (1774-1837)       | Willem I van Oranje-Nassau (1772-1843) x 1791 Wilhelmina van Pruisen (1774-1837)       | Willem I van Oranje-Nassau (1772-1843) x 1791 Wilhelmina van Pruisen (1774-1837)       | Willem I van Oranje-Nassau (1772-1843) x 1791 Wilhelmina van Pruisen (1774-1837)       | Willem I van Oranje-Nassau (1772-1843) x 1791 Wilhelmina van Pruisen (1774-1837)       | Willem I van Oranje-Nassau (1772-1843) x 1791 Wilhelmina van Pruisen (1774-1837)       | Willem I van Oranje-Nassau (1772-1843) x 1791 Wilhelmina van Pruisen (1774-1837)       | Willem I van Oranje-Nassau (1772-1843) x 1791 Wilhelmina van Pruisen (1774-1837)       | Willem I van Oranje-Nassau (1772-1843) x 1791 Wilhelmina van Pruisen (1774-1837)       | Willem I van Oranje-Nassau (1772-1843) x 1791 Wilhelmina van Pruisen (1774-1837)       | Willem I van Oranje-Nassau (1772-1843) x 1791 Wilhelmina van Pruisen (1774-1837)       | Willem I van Oranje-Nassau (1772-1843) x 1791 Wilhelmina van Pruisen (1774-1837)       | Willem I van Oranje-Nassau (1772-1843) x 1791 Wilhelmina van Pruisen (1774-1837)       | Willem I van Oranje-Nassau (1772-1843) x 1791 Wilhelmina van Pruisen (1774-1837)       | Willem I van Oranje-Nassau (1772-1843) x 1791 Wilhelmina van Pruisen (1774-1837)           | Willem I van Oranje-Nassau (1772-1843) x 1791 Wilhelmina van Pruisen (1774-1837)           | Willem I van Oranje-Nassau (1772-1843) x 1791 Wilhelmina van Pruisen (1774-1837)           | Willem I van Oranje-Nassau (1772-1843) x 1791 Wilhelmina van Pruisen (1774-1837)           | Willem I van Oranje-Nassau (1772-1843) x 1791 Wilhelmina van Pruisen (1774-1837)           | Willem I van Oranje-Nassau (1772-1843) x 1791 Wilhelmina van Pruisen (1774-1837)           | Willem I van Oranje-Nassau (1772-1843) x 1791 Wilhelmina van Pruisen (1774-1837)           | Willem I van Oranje-Nassau (1772-1843) x 1791 Wilhelmina van Pruisen (1774-1837)           | Willem I van Oranje-Nassau (1772-1843) x 1791 Wilhelmina van Pruisen (1774-1837)           | Willem I van Oranje-Nassau (1772-1843) x 1791 Wilhelmina van Pruisen (1774-1837)           | Willem I van Oranje-Nassau (1772-1843) x 1791 Wilhelmina van Pruisen (1774-1837)           | Willem I van Oranje-Nassau (1772-1843) x 1791 Wilhelmina van Pruisen (1774-1837)           | Willem I van Oranje-Nassau (1772-1843) x 1791 Wilhelmina van Pruisen (1774-1837)           | Willem I van Oranje-Nassau (1772-1843) x 1791 Wilhelmina van Pruisen (1774-1837)           | Willem I van Oranje-Nassau (1772-1843) x 1791 Wilhelmina van Pruisen (1774-1837)           | Willem I van Oranje-Nassau (1772-1843) x 1791 Wilhelmina van Pruisen (1774-1837)           | Willem I van Oranje-Nassau (1772-1843) x 1791 Wilhelmina van Pruisen (1774-1837)           | Willem I van Oranje-Nassau (1772-1843) x 1791 Wilhelmina van Pruisen (1774-1837)           | Willem I van Oranje-Nassau (1772-1843) x 1791 Wilhelmina van Pruisen (1774-1837)           | Willem I van Oranje-Nassau (1772-1843) x 1791 Wilhelmina van Pruisen (1774-1837)           | Willem I van Oranje-Nassau (1772-1843) x 1791 Wilhelmina van Pruisen (1774-1837)           | Willem I van Oranje-Nassau (1772-1843) x 1791 Wilhelmina van Pruisen (1774-1837)                                       | Willem I van Oranje-Nassau (1772-1843) x 1791 Wilhelmina van Pruisen (1774-1837)                                       | Willem I van Oranje-Nassau (1772-1843) x 1791 Wilhelmina van Pruisen (1774-1837)                                       | Willem I van Oranje-Nassau (1772-1843) x 1791 Wilhelmina van Pruisen (1774-1837)                                       | Willem I van Oranje-Nassau (1772-1843) x 1791 Wilhelmina van Pruisen (1774-1837)                                       | Willem I van Oranje-Nassau (1772-1843) x 1791 Wilhelmina van Pruisen (1774-1837)                                       | Willem I van Oranje-Nassau (1772-1843) x 1791 Wilhelmina van Pruisen (1774-1837)                                       | Willem I van Oranje-Nassau (1772-1843) x 1791 Wilhelmina van Pruisen (1774-1837)                                       | Willem I van Oranje-Nassau (1772-1843) x 1791 Wilhelmina van Pruisen (1774-1837)                                       | Willem I van Oranje-Nassau (1772-1843) x 1791 Wilhelmina van Pruisen (1774-1837)                                       | Willem I van Oranje-Nassau (1772-1843) x 1791 Wilhelmina van Pruisen (1774-1837)                                       | Willem I van Oranje-Nassau (1772-1843) x 1791 Wilhelmina van Pruisen (1774-1837)                                       | Willem I van Oranje-Nassau (1772-1843) x 1791 Wilhelmina van Pruisen (1774-1837)                                       | Willem I van Oranje-Nassau (1772-1843) x 1791 Wilhelmina van Pruisen (1774-1837)                                       | Willem I van Oranje-Nassau (1772-1843) x 1791 Wilhelmina van Pruisen (1774-1837)                                       | Willem I van Oranje-Nassau (1772-1843) x 1791 Wilhelmina van Pruisen (1774-1837)                                       | Willem I van Oranje-Nassau (1772-1843) x 1791 Wilhelmina van Pruisen (1774-1837)                                       | Willem I van Oranje-Nassau (1772-1843) x 1791 Wilhelmina van Pruisen (1774-1837)                                       | Willem I van Oranje-Nassau (1772-1843) x 1791 Wilhelmina van Pruisen (1774-1837)                                       | Willem I van Oranje-Nassau (1772-1843) x 1791 Wilhelmina van Pruisen (1774-1837)                                       | Willem I van Oranje-Nassau (1772-1843) x 1791 Wilhelmina van Pruisen (1774-1837)                                       | Willem I van Oranje-Nassau (1772-1843) x 1791 Wilhelmina van Pruisen (1774-1837)             | Willem I van Oranje-Nassau (1772-1843) x 1791 Wilhelmina van Pruisen (1774-1837)             | Willem I van Oranje-Nassau (1772-1843) x 1791 Wilhelmina van Pruisen (1774-1837)             | Willem I van Oranje-Nassau (1772-1843) x 1791 Wilhelmina van Pruisen (1774-1837)             | Willem I van Oranje-Nassau (1772-1843) x 1791 Wilhelmina van Pruisen (1774-1837)             | Willem I van Oranje-Nassau (1772-1843) x 1791 Wilhelmina van Pruisen (1774-1837)             | Willem I van Oranje-Nassau (1772-1843) x 1791 Wilhelmina van Pruisen (1774-1837)             | Willem I van Oranje-Nassau (1772-1843) x 1791 Wilhelmina van Pruisen (1774-1837)             | Willem I van Oranje-Nassau (1772-1843) x 1791 Wilhelmina van Pruisen (1774-1837)             | Willem I van Oranje-Nassau (1772-1843) x 1791 Wilhelmina van Pruisen (1774-1837)             | Willem I van Oranje-Nassau (1772-1843) x 1791 Wilhelmina van Pruisen (1774-1837)             | Willem I van Oranje-Nassau (1772-1843) x 1791 Wilhelmina van Pruisen (1774-1837)             | Willem I van Oranje-Nassau (1772-1843) x 1791 Wilhelmina van Pruisen (1774-1837)             | Willem I van Oranje-Nassau (1772-1843) x 1791 Wilhelmina van Pruisen (1774-1837)             | Willem I van Oranje-Nassau (1772-1843) x 1791 Wilhelmina van Pruisen (1774-1837)             | Willem I van Oranje-Nassau (1772-1843) x 1791 Wilhelmina van Pruisen (1774-1837)             | Willem I van Oranje-Nassau (1772-1843) x 1791 Wilhelmina van Pruisen (1774-1837)             | Willem I van Oranje-Nassau (1772-1843) x 1791 Wilhelmina van Pruisen (1774-1837)             | Willem I van Oranje-Nassau (1772-1843) x 1791 Wilhelmina van Pruisen (1774-1837)             | Willem I van Oranje-Nassau (1772-1843) x 1791 Wilhelmina van Pruisen (1774-1837)             | Willem I van Oranje-Nassau (1772-1843) x 1791 Wilhelmina van Pruisen (1774-1837)             | Willem I van Oranje-Nassau (1772-1843) x 1791 Wilhelmina van Pruisen (1774-1837)                                       | Willem I van Oranje-Nassau (1772-1843) x 1791 Wilhelmina van Pruisen (1774-1837)                                       | Willem I van Oranje-Nassau (1772-1843) x 1791 Wilhelmina van Pruisen (1774-1837)                                       | Willem I van Oranje-Nassau (1772-1843) x 1791 Wilhelmina van Pruisen (1774-1837)                                       | Willem I van Oranje-Nassau (1772-1843) x 1791 Wilhelmina van Pruisen (1774-1837)                                       | Willem I van Oranje-Nassau (1772-1843) x 1791 Wilhelmina van Pruisen (1774-1837)                                       | Willem I van Oranje-Nassau (1772-1843) x 1791 Wilhelmina van Pruisen (1774-1837)                                       | Willem I van Oranje-Nassau (1772-1843) x 1791 Wilhelmina van Pruisen (1774-1837)                                       | Willem I van Oranje-Nassau (1772-1843) x 1791 Wilhelmina van Pruisen (1774-1837)                                       | Willem I van Oranje-Nassau (1772-1843) x 1791 Wilhelmina van Pruisen (1774-1837)                                       | Willem I van Oranje-Nassau (1772-1843) x 1791 Wilhelmina van Pruisen (1774-1837)                                       | Willem I van Oranje-Nassau (1772-1843) x 1791 Wilhelmina van Pruisen (1774-1837)                                       | Willem I van Oranje-Nassau (1772-1843) x 1791 Wilhelmina van Pruisen (1774-1837)                                       | Willem I van Oranje-Nassau (1772-1843) x 1791 Wilhelmina van Pruisen (1774-1837)                                       | Willem I van Oranje-Nassau (1772-1843) x 1791 Wilhelmina van Pruisen (1774-1837)                                       | Willem I van Oranje-Nassau (1772-1843) x 1791 Wilhelmina van Pruisen (1774-1837)                                       | Willem I van Oranje-Nassau (1772-1843) x 1791 Wilhelmina van Pruisen (1774-1837)                                       | Willem I van Oranje-Nassau (1772-1843) x 1791 Wilhelmina van Pruisen (1774-1837)                                       | Willem I van Oranje-Nassau (1772-1843) x 1791 Wilhelmina van Pruisen (1774-1837)                                       | Willem I van Oranje-Nassau (1772-1843) x 1791 Wilhelmina van Pruisen (1774-1837)                                       | Willem I van Oranje-Nassau (1772-1843) x 1791 Wilhelmina van Pruisen (1774-1837)                                       | Willem I van Oranje-Nassau (1772-1843) x 1791 Wilhelmina van Pruisen (1774-1837)                                             | Willem I van Oranje-Nassau (1772-1843) x 1791 Wilhelmina van Pruisen (1774-1837)                                             | Willem I van Oranje-Nassau (1772-1843) x 1791 Wilhelmina van Pruisen (1774-1837)                                             | Willem I van Oranje-Nassau (1772-1843) x 1791 Wilhelmina van Pruisen (1774-1837)                                             | Willem I van Oranje-Nassau (1772-1843) x 1791 Wilhelmina van Pruisen (1774-1837)                                             | Willem I van Oranje-Nassau (1772-1843) x 1791 Wilhelmina van Pruisen (1774-1837)                                             | Willem I van Oranje-Nassau (1772-1843) x 1791 Wilhelmina van Pruisen (1774-1837)                                             | Willem I van Oranje-Nassau (1772-1843) x 1791 Wilhelmina van Pruisen (1774-1837)                                             | Willem I van Oranje-Nassau (1772-1843) x 1791 Wilhelmina van Pruisen (1774-1837)                                             | Willem I van Oranje-Nassau (1772-1843) x 1791 Wilhelmina van Pruisen (1774-1837)                                             | Willem I van Oranje-Nassau (1772-1843) x 1791 Wilhelmina van Pruisen (1774-1837)                                             | Willem I van Oranje-Nassau (1772-1843) x 1791 Wilhelmina van Pruisen (1774-1837)                                             | Willem I van Oranje-Nassau (1772-1843) x 1791 Wilhelmina van Pruisen (1774-1837)                                             | Willem I van Oranje-Nassau (1772-1843) x 1791 Wilhelmina van Pruisen (1774-1837)                                             | Willem I van Oranje-Nassau (1772-1843) x 1791 Wilhelmina van Pruisen (1774-1837)                                             | Willem I van Oranje-Nassau (1772-1843) x 1791 Wilhelmina van Pruisen (1774-1837)                                             | Willem I van Oranje-Nassau (1772-1843) x 1791 Wilhelmina van Pruisen (1774-1837)                                             | Willem I van Oranje-Nassau (1772-1843) x 1791 Wilhelmina van Pruisen (1774-1837)                                             | Willem I van Oranje-Nassau (1772-1843) x 1791 Wilhelmina van Pruisen (1774-1837)                                             | Willem I van Oranje-Nassau (1772-1843) x 1791 Wilhelmina van Pruisen (1774-1837)                                             | Willem I van Oranje-Nassau (1772-1843) x 1791 Wilhelmina van Pruisen (1774-1837)                                             | Willem I van Oranje-Nassau (1772-1843) x 1791 Wilhelmina van Pruisen (1774-1837)                         | Willem I van Oranje-Nassau (1772-1843) x 1791 Wilhelmina van Pruisen (1774-1837)                         | Willem I van Oranje-Nassau (1772-1843) x 1791 Wilhelmina van Pruisen (1774-1837)                         | Willem I van Oranje-Nassau (1772-1843) x 1791 Wilhelmina van Pruisen (1774-1837)                         | Willem I van Oranje-Nassau (1772-1843) x 1791 Wilhelmina van Pruisen (1774-1837)                         | Willem I van Oranje-Nassau (1772-1843) x 1791 Wilhelmina van Pruisen (1774-1837)                         | Willem I van Oranje-Nassau (1772-1843) x 1791 Wilhelmina van Pruisen (1774-1837)                         | Willem I van Oranje-Nassau (1772-1843) x 1791 Wilhelmina van Pruisen (1774-1837)                         | Willem I van Oranje-Nassau (1772-1843) x 1791 Wilhelmina van Pruisen (1774-1837)                         | Willem I van Oranje-Nassau (1772-1843) x 1791 Wilhelmina van Pruisen (1774-1837)                         | Willem I van Oranje-Nassau (1772-1843) x 1791 Wilhelmina van Pruisen (1774-1837)                         | Willem I van Oranje-Nassau (1772-1843) x 1791 Wilhelmina van Pruisen (1774-1837)                         | Willem I van Oranje-Nassau (1772-1843) x 1791 Wilhelmina van Pruisen (1774-1837)                         | Willem I van Oranje-Nassau (1772-1843) x 1791 Wilhelmina van Pruisen (1774-1837)                         | Willem I van Oranje-Nassau (1772-1843) x 1791 Wilhelmina van Pruisen (1774-1837)                         | Willem I van Oranje-Nassau (1772-1843) x 1791 Wilhelmina van Pruisen (1774-1837)                         | Willem I van Oranje-Nassau (1772-1843) x 1791 Wilhelmina van Pruisen (1774-1837)                         | Willem I van Oranje-Nassau (1772-1843) x 1791 Wilhelmina van Pruisen (1774-1837)                         | Willem I van Oranje-Nassau (1772-1843) x 1791 Wilhelmina van Pruisen (1774-1837)                         | Willem I van Oranje-Nassau (1772-1843) x 1791 Wilhelmina van Pruisen (1774-1837)                         | Willem I van Oranje-Nassau (1772-1843) x 1791 Wilhelmina van Pruisen (1774-1837)                         |
| Willem II van Oranje-Nassau (1792-1849) x 1816 Anna Romanov (1795-1865) |                                                                                                   |                                                                                                   |                                                                                                   |                                                                                                   |                                                                                                   |                                                                                                   |                                                                                                   |                                                                                                   |                                                                                                   |                                                                                                   |                                                                                                   |                                                                                                   |                                                                                                   |                                                                                                   |                                                                                                   |                                                                                                   |                                                                                                   |                                                                                                   |                                                                                                   |                                                                                                   |                                                                                                   |                                                                                        |                                                                                        |                                                                                        |                                                                                        |                                                                                        |                                                                                        |                                                                                        |                                                                                        |                                                                                        |                                                                                        |                                                                                        |                                                                                        |                                                                                        |                                                                                        |                                                                                        |                                                                                        |                                                                                        |                                                                                        |                                                                                        |                                                                                        |                                                                                        |                                                                                            |                                                                                            |                                                                                            |                                                                                            |                                                                                            |                                                                                            |                                                                                            |                                                                                            |                                                                                            |                                                                                            |                                                                                            |                                                                                            |                                                                                            |                                                                                            |                                                                                            |                                                                                            |                                                                                            |                                                                                            |                                                                                            |                                                                                            |                                                                                            | | | | | | | | | | | | | | | | | | | | | |                                                                                              |                                                                                              |                                                                                              |                                                                                              |                                                                                              |                                                                                              |                                                                                              |                                                                                              |                                                                                              |                                                                                              |                                                                                              |                                                                                              |                                                                                              |                                                                                              |                                                                                              |                                                                                              |                                                                                              |                                                                                              |                                                                                              |                                                                                              |                                                                                              | | | | | | | | | | | | | | | | | | | | | | | | | | | | | | | | | | | | | | | | | | | | | | | | | | | | | | | | | | | | | | | |
| Kinderen                                                                | Willem III (1817-1890)                                                                            | Willem III (1817-1890)                                                                            | Willem III (1817-1890)                                                                            | Willem III (1817-1890)                                                                            | Willem III (1817-1890)                                                                            | Willem III (1817-1890)                                                                            | Willem III (1817-1890)                                                                            | Willem III (1817-1890)                                                                            | Willem III (1817-1890)                                                                            | Willem III (1817-1890)                                                                            | Willem III (1817-1890)                                                                            | Willem III (1817-1890)                                                                            | Willem III (1817-1890)                                                                            | Willem III (1817-1890)                                                                            | Willem III (1817-1890)                                                                            | Willem III (1817-1890)                                                                            | Willem III (1817-1890)                                                                            | Willem III (1817-1890)                                                                            | Willem III (1817-1890)                                                                            | Willem III (1817-1890)                                                                            | Willem III (1817-1890)                                                                            | Willem III (1817-1890)                                                                 | Willem III (1817-1890)                                                                 | Willem III (1817-1890)                                                                 | Willem III (1817-1890)                                                                 | Willem III (1817-1890)                                                                 | Willem III (1817-1890)                                                                 | Willem III (1817-1890)                                                                 | Willem III (1817-1890)                                                                 | Willem III (1817-1890)                                                                 | Willem III (1817-1890)                                                                 | Willem III (1817-1890)                                                                 | Alexander (1818-1848)                                                                  | Alexander (1818-1848)                                                                  | Alexander (1818-1848)                                                                  | Alexander (1818-1848)                                                                  | Alexander (1818-1848)                                                                  | Alexander (1818-1848)                                                                  | Alexander (1818-1848)                                                                  | Alexander (1818-1848)                                                                  | Hendrik (1820-1879)                                                                    | Hendrik (1820-1879)                                                                    | Hendrik (1820-1879)                                                                        | Hendrik (1820-1879)                                                                        | Hendrik (1820-1879)                                                                        | Hendrik (1820-1879)                                                                        | Hendrik (1820-1879)                                                                        | Hendrik (1820-1879)                                                                        | Hendrik (1820-1879)                                                                        | Hendrik (1820-1879)                                                                        | Hendrik (1820-1879)                                                                        | Hendrik (1820-1879)                                                                        | Hendrik (1820-1879)                                                                        | Hendrik (1820-1879)                                                                        | Hendrik (1820-1879)                                                                        | Hendrik (1820-1879)                                                                        | Ernst Casimir (1822)                                                                       | Ernst Casimir (1822)                                                                       | Ernst Casimir (1822)                                                                       | Ernst Casimir (1822)                                                                       | Ernst Casimir (1822)                                                                       | Ernst Casimir (1822)                                                                       | Ernst Casimir (1822)                                                                       | Ernst Casimir (1822)                                                                                                   | Sophie (1824-1897) x 1842 Karel Alexander van Saksen-Weimar-Eisenach (1818-1901)                                       | Sophie (1824-1897) x 1842 Karel Alexander van Saksen-Weimar-Eisenach (1818-1901)                                       | Sophie (1824-1897) x 1842 Karel Alexander van Saksen-Weimar-Eisenach (1818-1901)                                       | Sophie (1824-1897) x 1842 Karel Alexander van Saksen-Weimar-Eisenach (1818-1901)                                       | Sophie (1824-1897) x 1842 Karel Alexander van Saksen-Weimar-Eisenach (1818-1901)                                       | Sophie (1824-1897) x 1842 Karel Alexander van Saksen-Weimar-Eisenach (1818-1901)                                       | Sophie (1824-1897) x 1842 Karel Alexander van Saksen-Weimar-Eisenach (1818-1901)                                       | Sophie (1824-1897) x 1842 Karel Alexander van Saksen-Weimar-Eisenach (1818-1901)                                       | Sophie (1824-1897) x 1842 Karel Alexander van Saksen-Weimar-Eisenach (1818-1901)                                       | Sophie (1824-1897) x 1842 Karel Alexander van Saksen-Weimar-Eisenach (1818-1901)                                       | Sophie (1824-1897) x 1842 Karel Alexander van Saksen-Weimar-Eisenach (1818-1901)                                       | Sophie (1824-1897) x 1842 Karel Alexander van Saksen-Weimar-Eisenach (1818-1901)                                       | Sophie (1824-1897) x 1842 Karel Alexander van Saksen-Weimar-Eisenach (1818-1901)                                       | Sophie (1824-1897) x 1842 Karel Alexander van Saksen-Weimar-Eisenach (1818-1901)                                       | Sophie (1824-1897) x 1842 Karel Alexander van Saksen-Weimar-Eisenach (1818-1901)                                       | Sophie (1824-1897) x 1842 Karel Alexander van Saksen-Weimar-Eisenach (1818-1901)                                       | Sophie (1824-1897) x 1842 Karel Alexander van Saksen-Weimar-Eisenach (1818-1901)                                       | Sophie (1824-1897) x 1842 Karel Alexander van Saksen-Weimar-Eisenach (1818-1901)                                       | Sophie (1824-1897) x 1842 Karel Alexander van Saksen-Weimar-Eisenach (1818-1901)                                       | Sophie (1824-1897) x 1842 Karel Alexander van Saksen-Weimar-Eisenach (1818-1901)                                       | Sophie (1824-1897) x 1842 Karel Alexander van Saksen-Weimar-Eisenach (1818-1901)             | Sophie (1824-1897) x 1842 Karel Alexander van Saksen-Weimar-Eisenach (1818-1901)             | Sophie (1824-1897) x 1842 Karel Alexander van Saksen-Weimar-Eisenach (1818-1901)             | Sophie (1824-1897) x 1842 Karel Alexander van Saksen-Weimar-Eisenach (1818-1901)             | Sophie (1824-1897) x 1842 Karel Alexander van Saksen-Weimar-Eisenach (1818-1901)             | Sophie (1824-1897) x 1842 Karel Alexander van Saksen-Weimar-Eisenach (1818-1901)             | Sophie (1824-1897) x 1842 Karel Alexander van Saksen-Weimar-Eisenach (1818-1901)             | Sophie (1824-1897) x 1842 Karel Alexander van Saksen-Weimar-Eisenach (1818-1901)             | Sophie (1824-1897) x 1842 Karel Alexander van Saksen-Weimar-Eisenach (1818-1901)             | Sophie (1824-1897) x 1842 Karel Alexander van Saksen-Weimar-Eisenach (1818-1901)             | Sophie (1824-1897) x 1842 Karel Alexander van Saksen-Weimar-Eisenach (1818-1901)             | Sophie (1824-1897) x 1842 Karel Alexander van Saksen-Weimar-Eisenach (1818-1901)             | Sophie (1824-1897) x 1842 Karel Alexander van Saksen-Weimar-Eisenach (1818-1901)             | Sophie (1824-1897) x 1842 Karel Alexander van Saksen-Weimar-Eisenach (1818-1901)             | Sophie (1824-1897) x 1842 Karel Alexander van Saksen-Weimar-Eisenach (1818-1901)             | Sophie (1824-1897) x 1842 Karel Alexander van Saksen-Weimar-Eisenach (1818-1901)             | Sophie (1824-1897) x 1842 Karel Alexander van Saksen-Weimar-Eisenach (1818-1901)             | Sophie (1824-1897) x 1842 Karel Alexander van Saksen-Weimar-Eisenach (1818-1901)             | Sophie (1824-1897) x 1842 Karel Alexander van Saksen-Weimar-Eisenach (1818-1901)             | Sophie (1824-1897) x 1842 Karel Alexander van Saksen-Weimar-Eisenach (1818-1901)             | Sophie (1824-1897) x 1842 Karel Alexander van Saksen-Weimar-Eisenach (1818-1901)             | Sophie (1824-1897) x 1842 Karel Alexander van Saksen-Weimar-Eisenach (1818-1901)                                       | Sophie (1824-1897) x 1842 Karel Alexander van Saksen-Weimar-Eisenach (1818-1901)                                       | Sophie (1824-1897) x 1842 Karel Alexander van Saksen-Weimar-Eisenach (1818-1901)                                       | Sophie (1824-1897) x 1842 Karel Alexander van Saksen-Weimar-Eisenach (1818-1901)                                       | Sophie (1824-1897) x 1842 Karel Alexander van Saksen-Weimar-Eisenach (1818-1901)                                       | Sophie (1824-1897) x 1842 Karel Alexander van Saksen-Weimar-Eisenach (1818-1901)                                       | Sophie (1824-1897) x 1842 Karel Alexander van Saksen-Weimar-Eisenach (1818-1901)                                       | Sophie (1824-1897) x 1842 Karel Alexander van Saksen-Weimar-Eisenach (1818-1901)                                       | Sophie (1824-1897) x 1842 Karel Alexander van Saksen-Weimar-Eisenach (1818-1901)                                       | Sophie (1824-1897) x 1842 Karel Alexander van Saksen-Weimar-Eisenach (1818-1901)                                       | Sophie (1824-1897) x 1842 Karel Alexander van Saksen-Weimar-Eisenach (1818-1901)                                       | Sophie (1824-1897) x 1842 Karel Alexander van Saksen-Weimar-Eisenach (1818-1901)                                       | Sophie (1824-1897) x 1842 Karel Alexander van Saksen-Weimar-Eisenach (1818-1901)                                       | Sophie (1824-1897) x 1842 Karel Alexander van Saksen-Weimar-Eisenach (1818-1901)                                       | Sophie (1824-1897) x 1842 Karel Alexander van Saksen-Weimar-Eisenach (1818-1901)                                       | Sophie (1824-1897) x 1842 Karel Alexander van Saksen-Weimar-Eisenach (1818-1901)                                       | Sophie (1824-1897) x 1842 Karel Alexander van Saksen-Weimar-Eisenach (1818-1901)                                       | Sophie (1824-1897) x 1842 Karel Alexander van Saksen-Weimar-Eisenach (1818-1901)                                       | Sophie (1824-1897) x 1842 Karel Alexander van Saksen-Weimar-Eisenach (1818-1901)                                       | Sophie (1824-1897) x 1842 Karel Alexander van Saksen-Weimar-Eisenach (1818-1901)                                       | Sophie (1824-1897) x 1842 Karel Alexander van Saksen-Weimar-Eisenach (1818-1901)                                       | Sophie (1824-1897) x 1842 Karel Alexander van Saksen-Weimar-Eisenach (1818-1901)                                             | Sophie (1824-1897) x 1842 Karel Alexander van Saksen-Weimar-Eisenach (1818-1901)                                             | Sophie (1824-1897) x 1842 Karel Alexander van Saksen-Weimar-Eisenach (1818-1901)                                             | Sophie (1824-1897) x 1842 Karel Alexander van Saksen-Weimar-Eisenach (1818-1901)                                             | Sophie (1824-1897) x 1842 Karel Alexander van Saksen-Weimar-Eisenach (1818-1901)                                             | Sophie (1824-1897) x 1842 Karel Alexander van Saksen-Weimar-Eisenach (1818-1901)                                             | Sophie (1824-1897) x 1842 Karel Alexander van Saksen-Weimar-Eisenach (1818-1901)                                             | Sophie (1824-1897) x 1842 Karel Alexander van Saksen-Weimar-Eisenach (1818-1901)                                             | Sophie (1824-1897) x 1842 Karel Alexander van Saksen-Weimar-Eisenach (1818-1901)                                             | Sophie (1824-1897) x 1842 Karel Alexander van Saksen-Weimar-Eisenach (1818-1901)                                             | Sophie (1824-1897) x 1842 Karel Alexander van Saksen-Weimar-Eisenach (1818-1901)                                             | Sophie (1824-1897) x 1842 Karel Alexander van Saksen-Weimar-Eisenach (1818-1901)                                             | Sophie (1824-1897) x 1842 Karel Alexander van Saksen-Weimar-Eisenach (1818-1901)                                             | Sophie (1824-1897) x 1842 Karel Alexander van Saksen-Weimar-Eisenach (1818-1901)                                             | Sophie (1824-1897) x 1842 Karel Alexander van Saksen-Weimar-Eisenach (1818-1901)                                             | Sophie (1824-1897) x 1842 Karel Alexander van Saksen-Weimar-Eisenach (1818-1901)                                             | Sophie (1824-1897) x 1842 Karel Alexander van Saksen-Weimar-Eisenach (1818-1901)                                             | Sophie (1824-1897) x 1842 Karel Alexander van Saksen-Weimar-Eisenach (1818-1901)                                             | Sophie (1824-1897) x 1842 Karel Alexander van Saksen-Weimar-Eisenach (1818-1901)                                             | Sophie (1824-1897) x 1842 Karel Alexander van Saksen-Weimar-Eisenach (1818-1901)                                             | Sophie (1824-1897) x 1842 Karel Alexander van Saksen-Weimar-Eisenach (1818-1901)                                             | Sophie (1824-1897) x 1842 Karel Alexander van Saksen-Weimar-Eisenach (1818-1901)                         | Sophie (1824-1897) x 1842 Karel Alexander van Saksen-Weimar-Eisenach (1818-1901)                         | Sophie (1824-1897) x 1842 Karel Alexander van Saksen-Weimar-Eisenach (1818-1901)                         | Sophie (1824-1897) x 1842 Karel Alexander van Saksen-Weimar-Eisenach (1818-1901)                         | Sophie (1824-1897) x 1842 Karel Alexander van Saksen-Weimar-Eisenach (1818-1901)                         | Sophie (1824-1897) x 1842 Karel Alexander van Saksen-Weimar-Eisenach (1818-1901)                         | Sophie (1824-1897) x 1842 Karel Alexander van Saksen-Weimar-Eisenach (1818-1901)                         | Sophie (1824-1897) x 1842 Karel Alexander van Saksen-Weimar-Eisenach (1818-1901)                         | Sophie (1824-1897) x 1842 Karel Alexander van Saksen-Weimar-Eisenach (1818-1901)                         | Sophie (1824-1897) x 1842 Karel Alexander van Saksen-Weimar-Eisenach (1818-1901)                         | Sophie (1824-1897) x 1842 Karel Alexander van Saksen-Weimar-Eisenach (1818-1901)                         | Sophie (1824-1897) x 1842 Karel Alexander van Saksen-Weimar-Eisenach (1818-1901)                         | Sophie (1824-1897) x 1842 Karel Alexander van Saksen-Weimar-Eisenach (1818-1901)                         | Sophie (1824-1897) x 1842 Karel Alexander van Saksen-Weimar-Eisenach (1818-1901)                         | Sophie (1824-1897) x 1842 Karel Alexander van Saksen-Weimar-Eisenach (1818-1901)                         | Sophie (1824-1897) x 1842 Karel Alexander van Saksen-Weimar-Eisenach (1818-1901)                         | Sophie (1824-1897) x 1842 Karel Alexander van Saksen-Weimar-Eisenach (1818-1901)                         | Sophie (1824-1897) x 1842 Karel Alexander van Saksen-Weimar-Eisenach (1818-1901)                         | Sophie (1824-1897) x 1842 Karel Alexander van Saksen-Weimar-Eisenach (1818-1901)                         | Sophie (1824-1897) x 1842 Karel Alexander van Saksen-Weimar-Eisenach (1818-1901)                         | Sophie (1824-1897) x 1842 Karel Alexander van Saksen-Weimar-Eisenach (1818-1901)                         |
| Kinderen                                                                | x 1839 Sophia van Württemberg (1818-1877)                                                         | x 1839 Sophia van Württemberg (1818-1877)                                                         | x 1839 Sophia van Württemberg (1818-1877)                                                         | x 1839 Sophia van Württemberg (1818-1877)                                                         | x 1839 Sophia van Württemberg (1818-1877)                                                         | x 1839 Sophia van Württemberg (1818-1877)                                                         | x 1839 Sophia van Württemberg (1818-1877)                                                         | x 1839 Sophia van Württemberg (1818-1877)                                                         | x 1839 Sophia van Württemberg (1818-1877)                                                         | x 1839 Sophia van Württemberg (1818-1877)                                                         | x 1839 Sophia van Württemberg (1818-1877)                                                         | x 1839 Sophia van Württemberg (1818-1877)                                                         | x 1839 Sophia van Württemberg (1818-1877)                                                         | x 1839 Sophia van Württemberg (1818-1877)                                                         | x 1839 Sophia van Württemberg (1818-1877)                                                         | x 1839 Sophia van Württemberg (1818-1877)                                                         | x 1839 Sophia van Württemberg (1818-1877)                                                         | x 1839 Sophia van Württemberg (1818-1877)                                                         | x 1839 Sophia van Württemberg (1818-1877)                                                         | x 1839 Sophia van Württemberg (1818-1877)                                                         | x 1839 Sophia van Württemberg (1818-1877)                                                         | x 1839 Sophia van Württemberg (1818-1877)                                              | x 1839 Sophia van Württemberg (1818-1877)                                              | x 1839 Sophia van Württemberg (1818-1877)                                              | x 1879 Emma van Waldeck-Pyrmont (1858-1934)                                            | x 1879 Emma van Waldeck-Pyrmont (1858-1934)                                            | x 1879 Emma van Waldeck-Pyrmont (1858-1934)                                            | x 1879 Emma van Waldeck-Pyrmont (1858-1934)                                            | x 1879 Emma van Waldeck-Pyrmont (1858-1934)                                            | x 1879 Emma van Waldeck-Pyrmont (1858-1934)                                            | x 1879 Emma van Waldeck-Pyrmont (1858-1934)                                            | x 1879 Emma van Waldeck-Pyrmont (1858-1934)                                            | Alexander (1818-1848)                                                                  | Alexander (1818-1848)                                                                  | Alexander (1818-1848)                                                                  | Alexander (1818-1848)                                                                  | Alexander (1818-1848)                                                                  | Alexander (1818-1848)                                                                  | Alexander (1818-1848)                                                                  | Alexander (1818-1848)                                                                  | x 1853 Amalia van Saksen-Weimar-Eisenach (1830-1872)                                   | x 1853 Amalia van Saksen-Weimar-Eisenach (1830-1872)                                   | x 1853 Amalia van Saksen-Weimar-Eisenach (1830-1872)                                       | x 1853 Amalia van Saksen-Weimar-Eisenach (1830-1872)                                       | x 1853 Amalia van Saksen-Weimar-Eisenach (1830-1872)                                       | x 1853 Amalia van Saksen-Weimar-Eisenach (1830-1872)                                       | x 1853 Amalia van Saksen-Weimar-Eisenach (1830-1872)                                       | x 1853 Amalia van Saksen-Weimar-Eisenach (1830-1872)                                       | x 1878 Maria van Pruisen (1855-1888)                                                       | x 1878 Maria van Pruisen (1855-1888)                                                       | x 1878 Maria van Pruisen (1855-1888)                                                       | x 1878 Maria van Pruisen (1855-1888)                                                       | x 1878 Maria van Pruisen (1855-1888)                                                       | x 1878 Maria van Pruisen (1855-1888)                                                       | x 1878 Maria van Pruisen (1855-1888)                                                       | x 1878 Maria van Pruisen (1855-1888)                                                       | Ernst Casimir (1822)                                                                       | Ernst Casimir (1822)                                                                       | Ernst Casimir (1822)                                                                       | Ernst Casimir (1822)                                                                       | Ernst Casimir (1822)                                                                       | Ernst Casimir (1822)                                                                       | Ernst Casimir (1822)                                                                       | Ernst Casimir (1822)                                                                                                   | Sophie (1824-1897) x 1842 Karel Alexander van Saksen-Weimar-Eisenach (1818-1901)                                       | Sophie (1824-1897) x 1842 Karel Alexander van Saksen-Weimar-Eisenach (1818-1901)                                       | Sophie (1824-1897) x 1842 Karel Alexander van Saksen-Weimar-Eisenach (1818-1901)                                       | Sophie (1824-1897) x 1842 Karel Alexander van Saksen-Weimar-Eisenach (1818-1901)                                       | Sophie (1824-1897) x 1842 Karel Alexander van Saksen-Weimar-Eisenach (1818-1901)                                       | Sophie (1824-1897) x 1842 Karel Alexander van Saksen-Weimar-Eisenach (1818-1901)                                       | Sophie (1824-1897) x 1842 Karel Alexander van Saksen-Weimar-Eisenach (1818-1901)                                       | Sophie (1824-1897) x 1842 Karel Alexander van Saksen-Weimar-Eisenach (1818-1901)                                       | Sophie (1824-1897) x 1842 Karel Alexander van Saksen-Weimar-Eisenach (1818-1901)                                       | Sophie (1824-1897) x 1842 Karel Alexander van Saksen-Weimar-Eisenach (1818-1901)                                       | Sophie (1824-1897) x 1842 Karel Alexander van Saksen-Weimar-Eisenach (1818-1901)                                       | Sophie (1824-1897) x 1842 Karel Alexander van Saksen-Weimar-Eisenach (1818-1901)                                       | Sophie (1824-1897) x 1842 Karel Alexander van Saksen-Weimar-Eisenach (1818-1901)                                       | Sophie (1824-1897) x 1842 Karel Alexander van Saksen-Weimar-Eisenach (1818-1901)                                       | Sophie (1824-1897) x 1842 Karel Alexander van Saksen-Weimar-Eisenach (1818-1901)                                       | Sophie (1824-1897) x 1842 Karel Alexander van Saksen-Weimar-Eisenach (1818-1901)                                       | Sophie (1824-1897) x 1842 Karel Alexander van Saksen-Weimar-Eisenach (1818-1901)                                       | Sophie (1824-1897) x 1842 Karel Alexander van Saksen-Weimar-Eisenach (1818-1901)                                       | Sophie (1824-1897) x 1842 Karel Alexander van Saksen-Weimar-Eisenach (1818-1901)                                       | Sophie (1824-1897) x 1842 Karel Alexander van Saksen-Weimar-Eisenach (1818-1901)                                       | Sophie (1824-1897) x 1842 Karel Alexander van Saksen-Weimar-Eisenach (1818-1901)             | Sophie (1824-1897) x 1842 Karel Alexander van Saksen-Weimar-Eisenach (1818-1901)             | Sophie (1824-1897) x 1842 Karel Alexander van Saksen-Weimar-Eisenach (1818-1901)             | Sophie (1824-1897) x 1842 Karel Alexander van Saksen-Weimar-Eisenach (1818-1901)             | Sophie (1824-1897) x 1842 Karel Alexander van Saksen-Weimar-Eisenach (1818-1901)             | Sophie (1824-1897) x 1842 Karel Alexander van Saksen-Weimar-Eisenach (1818-1901)             | Sophie (1824-1897) x 1842 Karel Alexander van Saksen-Weimar-Eisenach (1818-1901)             | Sophie (1824-1897) x 1842 Karel Alexander van Saksen-Weimar-Eisenach (1818-1901)             | Sophie (1824-1897) x 1842 Karel Alexander van Saksen-Weimar-Eisenach (1818-1901)             | Sophie (1824-1897) x 1842 Karel Alexander van Saksen-Weimar-Eisenach (1818-1901)             | Sophie (1824-1897) x 1842 Karel Alexander van Saksen-Weimar-Eisenach (1818-1901)             | Sophie (1824-1897) x 1842 Karel Alexander van Saksen-Weimar-Eisenach (1818-1901)             | Sophie (1824-1897) x 1842 Karel Alexander van Saksen-Weimar-Eisenach (1818-1901)             | Sophie (1824-1897) x 1842 Karel Alexander van Saksen-Weimar-Eisenach (1818-1901)             | Sophie (1824-1897) x 1842 Karel Alexander van Saksen-Weimar-Eisenach (1818-1901)             | Sophie (1824-1897) x 1842 Karel Alexander van Saksen-Weimar-Eisenach (1818-1901)             | Sophie (1824-1897) x 1842 Karel Alexander van Saksen-Weimar-Eisenach (1818-1901)             | Sophie (1824-1897) x 1842 Karel Alexander van Saksen-Weimar-Eisenach (1818-1901)             | Sophie (1824-1897) x 1842 Karel Alexander van Saksen-Weimar-Eisenach (1818-1901)             | Sophie (1824-1897) x 1842 Karel Alexander van Saksen-Weimar-Eisenach (1818-1901)             | Sophie (1824-1897) x 1842 Karel Alexander van Saksen-Weimar-Eisenach (1818-1901)             | Sophie (1824-1897) x 1842 Karel Alexander van Saksen-Weimar-Eisenach (1818-1901)                                       | Sophie (1824-1897) x 1842 Karel Alexander van Saksen-Weimar-Eisenach (1818-1901)                                       | Sophie (1824-1897) x 1842 Karel Alexander van Saksen-Weimar-Eisenach (1818-1901)                                       | Sophie (1824-1897) x 1842 Karel Alexander van Saksen-Weimar-Eisenach (1818-1901)                                       | Sophie (1824-1897) x 1842 Karel Alexander van Saksen-Weimar-Eisenach (1818-1901)                                       | Sophie (1824-1897) x 1842 Karel Alexander van Saksen-Weimar-Eisenach (1818-1901)                                       | Sophie (1824-1897) x 1842 Karel Alexander van Saksen-Weimar-Eisenach (1818-1901)                                       | Sophie (1824-1897) x 1842 Karel Alexander van Saksen-Weimar-Eisenach (1818-1901)                                       | Sophie (1824-1897) x 1842 Karel Alexander van Saksen-Weimar-Eisenach (1818-1901)                                       | Sophie (1824-1897) x 1842 Karel Alexander van Saksen-Weimar-Eisenach (1818-1901)                                       | Sophie (1824-1897) x 1842 Karel Alexander van Saksen-Weimar-Eisenach (1818-1901)                                       | Sophie (1824-1897) x 1842 Karel Alexander van Saksen-Weimar-Eisenach (1818-1901)                                       | Sophie (1824-1897) x 1842 Karel Alexander van Saksen-Weimar-Eisenach (1818-1901)                                       | Sophie (1824-1897) x 1842 Karel Alexander van Saksen-Weimar-Eisenach (1818-1901)                                       | Sophie (1824-1897) x 1842 Karel Alexander van Saksen-Weimar-Eisenach (1818-1901)                                       | Sophie (1824-1897) x 1842 Karel Alexander van Saksen-Weimar-Eisenach (1818-1901)                                       | Sophie (1824-1897) x 1842 Karel Alexander van Saksen-Weimar-Eisenach (1818-1901)                                       | Sophie (1824-1897) x 1842 Karel Alexander van Saksen-Weimar-Eisenach (1818-1901)                                       | Sophie (1824-1897) x 1842 Karel Alexander van Saksen-Weimar-Eisenach (1818-1901)                                       | Sophie (1824-1897) x 1842 Karel Alexander van Saksen-Weimar-Eisenach (1818-1901)                                       | Sophie (1824-1897) x 1842 Karel Alexander van Saksen-Weimar-Eisenach (1818-1901)                                       | Sophie (1824-1897) x 1842 Karel Alexander van Saksen-Weimar-Eisenach (1818-1901)                                             | Sophie (1824-1897) x 1842 Karel Alexander van Saksen-Weimar-Eisenach (1818-1901)                                             | Sophie (1824-1897) x 1842 Karel Alexander van Saksen-Weimar-Eisenach (1818-1901)                                             | Sophie (1824-1897) x 1842 Karel Alexander van Saksen-Weimar-Eisenach (1818-1901)                                             | Sophie (1824-1897) x 1842 Karel Alexander van Saksen-Weimar-Eisenach (1818-1901)                                             | Sophie (1824-1897) x 1842 Karel Alexander van Saksen-Weimar-Eisenach (1818-1901)                                             | Sophie (1824-1897) x 1842 Karel Alexander van Saksen-Weimar-Eisenach (1818-1901)                                             | Sophie (1824-1897) x 1842 Karel Alexander van Saksen-Weimar-Eisenach (1818-1901)                                             | Sophie (1824-1897) x 1842 Karel Alexander van Saksen-Weimar-Eisenach (1818-1901)                                             | Sophie (1824-1897) x 1842 Karel Alexander van Saksen-Weimar-Eisenach (1818-1901)                                             | Sophie (1824-1897) x 1842 Karel Alexander van Saksen-Weimar-Eisenach (1818-1901)                                             | Sophie (1824-1897) x 1842 Karel Alexander van Saksen-Weimar-Eisenach (1818-1901)                                             | Sophie (1824-1897) x 1842 Karel Alexander van Saksen-Weimar-Eisenach (1818-1901)                                             | Sophie (1824-1897) x 1842 Karel Alexander van Saksen-Weimar-Eisenach (1818-1901)                                             | Sophie (1824-1897) x 1842 Karel Alexander van Saksen-Weimar-Eisenach (1818-1901)                                             | Sophie (1824-1897) x 1842 Karel Alexander van Saksen-Weimar-Eisenach (1818-1901)                                             | Sophie (1824-1897) x 1842 Karel Alexander van Saksen-Weimar-Eisenach (1818-1901)                                             | Sophie (1824-1897) x 1842 Karel Alexander van Saksen-Weimar-Eisenach (1818-1901)                                             | Sophie (1824-1897) x 1842 Karel Alexander van Saksen-Weimar-Eisenach (1818-1901)                                             | Sophie (1824-1897) x 1842 Karel Alexander van Saksen-Weimar-Eisenach (1818-1901)                                             | Sophie (1824-1897) x 1842 Karel Alexander van Saksen-Weimar-Eisenach (1818-1901)                                             | Sophie (1824-1897) x 1842 Karel Alexander van Saksen-Weimar-Eisenach (1818-1901)                         | Sophie (1824-1897) x 1842 Karel Alexander van Saksen-Weimar-Eisenach (1818-1901)                         | Sophie (1824-1897) x 1842 Karel Alexander van Saksen-Weimar-Eisenach (1818-1901)                         | Sophie (1824-1897) x 1842 Karel Alexander van Saksen-Weimar-Eisenach (1818-1901)                         | Sophie (1824-1897) x 1842 Karel Alexander van Saksen-Weimar-Eisenach (1818-1901)                         | Sophie (1824-1897) x 1842 Karel Alexander van Saksen-Weimar-Eisenach (1818-1901)                         | Sophie (1824-1897) x 1842 Karel Alexander van Saksen-Weimar-Eisenach (1818-1901)                         | Sophie (1824-1897) x 1842 Karel Alexander van Saksen-Weimar-Eisenach (1818-1901)                         | Sophie (1824-1897) x 1842 Karel Alexander van Saksen-Weimar-Eisenach (1818-1901)                         | Sophie (1824-1897) x 1842 Karel Alexander van Saksen-Weimar-Eisenach (1818-1901)                         | Sophie (1824-1897) x 1842 Karel Alexander van Saksen-Weimar-Eisenach (1818-1901)                         | Sophie (1824-1897) x 1842 Karel Alexander van Saksen-Weimar-Eisenach (1818-1901)                         | Sophie (1824-1897) x 1842 Karel Alexander van Saksen-Weimar-Eisenach (1818-1901)                         | Sophie (1824-1897) x 1842 Karel Alexander van Saksen-Weimar-Eisenach (1818-1901)                         | Sophie (1824-1897) x 1842 Karel Alexander van Saksen-Weimar-Eisenach (1818-1901)                         | Sophie (1824-1897) x 1842 Karel Alexander van Saksen-Weimar-Eisenach (1818-1901)                         | Sophie (1824-1897) x 1842 Karel Alexander van Saksen-Weimar-Eisenach (1818-1901)                         | Sophie (1824-1897) x 1842 Karel Alexander van Saksen-Weimar-Eisenach (1818-1901)                         | Sophie (1824-1897) x 1842 Karel Alexander van Saksen-Weimar-Eisenach (1818-1901)                         | Sophie (1824-1897) x 1842 Karel Alexander van Saksen-Weimar-Eisenach (1818-1901)                         | Sophie (1824-1897) x 1842 Karel Alexander van Saksen-Weimar-Eisenach (1818-1901)                         |
| Kleinkinderen                                                           | Willem (1840-1879)                                                                                | Willem (1840-1879)                                                                                | Willem (1840-1879)                                                                                | Willem (1840-1879)                                                                                | Willem (1840-1879)                                                                                | Willem (1840-1879)                                                                                | Willem (1840-1879)                                                                                | Willem (1840-1879)                                                                                | Maurits (1843-1850)                                                                               | Maurits (1843-1850)                                                                               | Maurits (1843-1850)                                                                               | Maurits (1843-1850)                                                                               | Maurits (1843-1850)                                                                               | Maurits (1843-1850)                                                                               | Maurits (1843-1850)                                                                               | Maurits (1843-1850)                                                                               | Alexander (1851-1884)                                                                             | Alexander (1851-1884)                                                                             | Alexander (1851-1884)                                                                             | Alexander (1851-1884)                                                                             | Alexander (1851-1884)                                                                             | Alexander (1851-1884)                                                                  | Alexander (1851-1884)                                                                  | Alexander (1851-1884)                                                                  | Wilhelmina (1880-1962) x 1901 Hendrik van Mecklenburg-Schwerin (1876-1934)             | Wilhelmina (1880-1962) x 1901 Hendrik van Mecklenburg-Schwerin (1876-1934)             | Wilhelmina (1880-1962) x 1901 Hendrik van Mecklenburg-Schwerin (1876-1934)             | Wilhelmina (1880-1962) x 1901 Hendrik van Mecklenburg-Schwerin (1876-1934)             | Wilhelmina (1880-1962) x 1901 Hendrik van Mecklenburg-Schwerin (1876-1934)             | Wilhelmina (1880-1962) x 1901 Hendrik van Mecklenburg-Schwerin (1876-1934)             | Wilhelmina (1880-1962) x 1901 Hendrik van Mecklenburg-Schwerin (1876-1934)             | Wilhelmina (1880-1962) x 1901 Hendrik van Mecklenburg-Schwerin (1876-1934)             | -                                                                                      | -                                                                                      | -                                                                                      | -                                                                                      | -                                                                                      | -                                                                                      | -                                                                                      | -                                                                                      | -                                                                                      | -                                                                                      | -                                                                                          | -                                                                                          | -                                                                                          | -                                                                                          | -                                                                                          | -                                                                                          | -                                                                                          | -                                                                                          | -                                                                                          | -                                                                                          | -                                                                                          | -                                                                                          | -                                                                                          | -                                                                                          | -                                                                                          | -                                                                                          | -                                                                                          | -                                                                                          | -                                                                                          | -                                                                                          | -                                                                                          | - | Karel August (1844-1894) x 1873 Pauline van Saksen-Weimar-Eisenach (1852-1904)                                         | Karel August (1844-1894) x 1873 Pauline van Saksen-Weimar-Eisenach (1852-1904)                                         | Karel August (1844-1894) x 1873 Pauline van Saksen-Weimar-Eisenach (1852-1904)                                         | Karel August (1844-1894) x 1873 Pauline van Saksen-Weimar-Eisenach (1852-1904)                                         | Karel August (1844-1894) x 1873 Pauline van Saksen-Weimar-Eisenach (1852-1904)                                         | Karel August (1844-1894) x 1873 Pauline van Saksen-Weimar-Eisenach (1852-1904)                                         | Karel August (1844-1894) x 1873 Pauline van Saksen-Weimar-Eisenach (1852-1904)                                         | Karel August (1844-1894) x 1873 Pauline van Saksen-Weimar-Eisenach (1852-1904)                                         | Karel August (1844-1894) x 1873 Pauline van Saksen-Weimar-Eisenach (1852-1904)                                         | Karel August (1844-1894) x 1873 Pauline van Saksen-Weimar-Eisenach (1852-1904)                                         | Karel August (1844-1894) x 1873 Pauline van Saksen-Weimar-Eisenach (1852-1904)                                         | Karel August (1844-1894) x 1873 Pauline van Saksen-Weimar-Eisenach (1852-1904)                                         | Karel August (1844-1894) x 1873 Pauline van Saksen-Weimar-Eisenach (1852-1904)                                         | Karel August (1844-1894) x 1873 Pauline van Saksen-Weimar-Eisenach (1852-1904)                                         | Karel August (1844-1894) x 1873 Pauline van Saksen-Weimar-Eisenach (1852-1904)                                         | Karel August (1844-1894) x 1873 Pauline van Saksen-Weimar-Eisenach (1852-1904)                                         | Karel August (1844-1894) x 1873 Pauline van Saksen-Weimar-Eisenach (1852-1904)                                         | Karel August (1844-1894) x 1873 Pauline van Saksen-Weimar-Eisenach (1852-1904)                                         | Karel August (1844-1894) x 1873 Pauline van Saksen-Weimar-Eisenach (1852-1904)                                         | Karel August (1844-1894) x 1873 Pauline van Saksen-Weimar-Eisenach (1852-1904)                                         | Karel August (1844-1894) x 1873 Pauline van Saksen-Weimar-Eisenach (1852-1904)               | Karel August (1844-1894) x 1873 Pauline van Saksen-Weimar-Eisenach (1852-1904)               | Karel August (1844-1894) x 1873 Pauline van Saksen-Weimar-Eisenach (1852-1904)               | Karel August (1844-1894) x 1873 Pauline van Saksen-Weimar-Eisenach (1852-1904)               | Marie (1849-1922) x 1876 Hendrik VII Reuss (1825-1906)                                       | Marie (1849-1922) x 1876 Hendrik VII Reuss (1825-1906)                                       | Marie (1849-1922) x 1876 Hendrik VII Reuss (1825-1906)                                       | Marie (1849-1922) x 1876 Hendrik VII Reuss (1825-1906)                                       | Marie (1849-1922) x 1876 Hendrik VII Reuss (1825-1906)                                       | Marie (1849-1922) x 1876 Hendrik VII Reuss (1825-1906)                                       | Marie (1849-1922) x 1876 Hendrik VII Reuss (1825-1906)                                       | Marie (1849-1922) x 1876 Hendrik VII Reuss (1825-1906)                                       | Marie (1849-1922) x 1876 Hendrik VII Reuss (1825-1906)                                       | Marie (1849-1922) x 1876 Hendrik VII Reuss (1825-1906)                                       | Marie (1849-1922) x 1876 Hendrik VII Reuss (1825-1906)                                       | Marie (1849-1922) x 1876 Hendrik VII Reuss (1825-1906)                                       | Marie (1849-1922) x 1876 Hendrik VII Reuss (1825-1906)                                       | Marie (1849-1922) x 1876 Hendrik VII Reuss (1825-1906)                                       | Marie (1849-1922) x 1876 Hendrik VII Reuss (1825-1906)                                       | Marie (1849-1922) x 1876 Hendrik VII Reuss (1825-1906)                                       | Marie (1849-1922) x 1876 Hendrik VII Reuss (1825-1906)                                       | Marie (1849-1922) x 1876 Hendrik VII Reuss (1825-1906)                                                                 | Marie (1849-1922) x 1876 Hendrik VII Reuss (1825-1906)                                                                 | Marie (1849-1922) x 1876 Hendrik VII Reuss (1825-1906)                                                                 | Marie (1849-1922) x 1876 Hendrik VII Reuss (1825-1906)                                                                 | Marie (1849-1922) x 1876 Hendrik VII Reuss (1825-1906)                                                                 | Marie (1849-1922) x 1876 Hendrik VII Reuss (1825-1906)                                                                 | Marie (1849-1922) x 1876 Hendrik VII Reuss (1825-1906)                                                                 | Marie (1849-1922) x 1876 Hendrik VII Reuss (1825-1906)                                                                 | Marie (1849-1922) x 1876 Hendrik VII Reuss (1825-1906)                                                                 | Marie (1849-1922) x 1876 Hendrik VII Reuss (1825-1906)                                                                 | Marie (1849-1922) x 1876 Hendrik VII Reuss (1825-1906)                                                                 | Marie (1849-1922) x 1876 Hendrik VII Reuss (1825-1906)                                                                 | Marie (1849-1922) x 1876 Hendrik VII Reuss (1825-1906)                                                                 | Marie (1849-1922) x 1876 Hendrik VII Reuss (1825-1906)                                                                 | Marie (1849-1922) x 1876 Hendrik VII Reuss (1825-1906)                                                                 | Marie (1849-1922) x 1876 Hendrik VII Reuss (1825-1906)                                                                 | Marie (1849-1922) x 1876 Hendrik VII Reuss (1825-1906)                                                                 | Marie (1849-1922) x 1876 Hendrik VII Reuss (1825-1906)                                                                 | Marie (1849-1922) x 1876 Hendrik VII Reuss (1825-1906)                                                                 | Marie (1849-1922) x 1876 Hendrik VII Reuss (1825-1906)                                                                 | Marie (1849-1922) x 1876 Hendrik VII Reuss (1825-1906)                                                                 | Marie (1849-1922) x 1876 Hendrik VII Reuss (1825-1906)                                                                       | Marie (1849-1922) x 1876 Hendrik VII Reuss (1825-1906)                                                                       | Marie (1849-1922) x 1876 Hendrik VII Reuss (1825-1906)                                                                       | Marie (1849-1922) x 1876 Hendrik VII Reuss (1825-1906)                                                                       | Marie (1849-1922) x 1876 Hendrik VII Reuss (1825-1906)                                                                       | Marie (1849-1922) x 1876 Hendrik VII Reuss (1825-1906)                                                                       | Marie (1849-1922) x 1876 Hendrik VII Reuss (1825-1906)                                                                       | Marie (1849-1922) x 1876 Hendrik VII Reuss (1825-1906)                                                                       | Marie (1849-1922) x 1876 Hendrik VII Reuss (1825-1906)                                                                       | Marie (1849-1922) x 1876 Hendrik VII Reuss (1825-1906)                                                                       | Marie (1849-1922) x 1876 Hendrik VII Reuss (1825-1906)                                                                       | Marie (1849-1922) x 1876 Hendrik VII Reuss (1825-1906)                                                                       | Marie (1849-1922) x 1876 Hendrik VII Reuss (1825-1906)                                                                       | Marie (1849-1922) x 1876 Hendrik VII Reuss (1825-1906)                                                                       | Marie (1849-1922) x 1876 Hendrik VII Reuss (1825-1906)                                                                       | Marie (1849-1922) x 1876 Hendrik VII Reuss (1825-1906)                                                                       | Marie (1849-1922) x 1876 Hendrik VII Reuss (1825-1906)                                                                       | Marie (1849-1922) x 1876 Hendrik VII Reuss (1825-1906)                                                                       | Marie (1849-1922) x 1876 Hendrik VII Reuss (1825-1906)                                                                       | Marie (1849-1922) x 1876 Hendrik VII Reuss (1825-1906)                                                                       | Marie (1849-1922) x 1876 Hendrik VII Reuss (1825-1906)                                                                       | Marie (1849-1922) x 1876 Hendrik VII Reuss (1825-1906)                                                   | Marie (1849-1922) x 1876 Hendrik VII Reuss (1825-1906)                                                   | Marie (1849-1922) x 1876 Hendrik VII Reuss (1825-1906)                                                   | Marie (1849-1922) x 1876 Hendrik VII Reuss (1825-1906)                                                   | Marie (1849-1922) x 1876 Hendrik VII Reuss (1825-1906)                                                   | Maria Anna Sophia Elisabeth (1851-1859)                                                                  | Maria Anna Sophia Elisabeth (1851-1859)                                                                  | Maria Anna Sophia Elisabeth (1851-1859)                                                                  | Maria Anna Sophia Elisabeth (1851-1859)                                                                  | Maria Anna Sophia Elisabeth (1851-1859)                                                                  | Maria Anna Sophia Elisabeth (1851-1859)                                                                  | Maria Anna Sophia Elisabeth (1851-1859)                                                                  | Maria Anna Sophia Elisabeth (1851-1859)                                                                  | Elisabeth (1854-1908) x 1886 Johan Albrecht van Mecklenburg (1857-1920)                                  | Elisabeth (1854-1908) x 1886 Johan Albrecht van Mecklenburg (1857-1920)                                  | Elisabeth (1854-1908) x 1886 Johan Albrecht van Mecklenburg (1857-1920)                                  | Elisabeth (1854-1908) x 1886 Johan Albrecht van Mecklenburg (1857-1920)                                  | Elisabeth (1854-1908) x 1886 Johan Albrecht van Mecklenburg (1857-1920)                                  | Elisabeth (1854-1908) x 1886 Johan Albrecht van Mecklenburg (1857-1920)                                  | Elisabeth (1854-1908) x 1886 Johan Albrecht van Mecklenburg (1857-1920)                                  | Elisabeth (1854-1908) x 1886 Johan Albrecht van Mecklenburg (1857-1920)                                  |
| Achterkleinkinderen                                                     | -                                                                                                 | -                                                                                                 | -                                                                                                 | -                                                                                                 | -                                                                                                 | -                                                                                                 | -                                                                                                 | -                                                                                                 | -                                                                                                 | -                                                                                                 | -                                                                                                 | -                                                                                                 | -                                                                                                 | -                                                                                                 | -                                                                                                 | -                                                                                                 | -                                                                                                 | -                                                                                                 | -                                                                                                 | -                                                                                                 | -                                                                                                 | -                                                                                      | -                                                                                      | -                                                                                      | Juliana (1909-2004) x 1937 Bernhard van Lippe-Biesterfeld (1911-2004)                  | Juliana (1909-2004) x 1937 Bernhard van Lippe-Biesterfeld (1911-2004)                  | Juliana (1909-2004) x 1937 Bernhard van Lippe-Biesterfeld (1911-2004)                  | Juliana (1909-2004) x 1937 Bernhard van Lippe-Biesterfeld (1911-2004)                  | Juliana (1909-2004) x 1937 Bernhard van Lippe-Biesterfeld (1911-2004)                  | Juliana (1909-2004) x 1937 Bernhard van Lippe-Biesterfeld (1911-2004)                  | Juliana (1909-2004) x 1937 Bernhard van Lippe-Biesterfeld (1911-2004)                  | Juliana (1909-2004) x 1937 Bernhard van Lippe-Biesterfeld (1911-2004)                  | -                                                                                      | -                                                                                      | -                                                                                      | -                                                                                      | -                                                                                      | -                                                                                      | -                                                                                      | -                                                                                      | -                                                                                      | -                                                                                      | -                                                                                          | -                                                                                          | -                                                                                          | -                                                                                          | -                                                                                          | -                                                                                          | -                                                                                          | -                                                                                          | -                                                                                          | -                                                                                          | -                                                                                          | -                                                                                          | -                                                                                          | -                                                                                          | -                                                                                          | -                                                                                          | -                                                                                          | -                                                                                          | -                                                                                          | -                                                                                          | -                                                                                          | - | Willem Ernst (1876-1923)                                                                                               | Willem Ernst (1876-1923)                                                                                               | Willem Ernst (1876-1923)                                                                                               | Willem Ernst (1876-1923)                                                                                               | Willem Ernst (1876-1923)                                                                                               | Willem Ernst (1876-1923)                                                                                               | Willem Ernst (1876-1923)                                                                                               | Willem Ernst (1876-1923)                                                                                               | Willem Ernst (1876-1923)                                                                                               | Willem Ernst (1876-1923)                                                                                               | Willem Ernst (1876-1923)                                                                                               | Willem Ernst (1876-1923)                                                                                               | Willem Ernst (1876-1923)                                                                                               | Willem Ernst (1876-1923)                                                                                               | Willem Ernst (1876-1923)                                                                                               | Willem Ernst (1876-1923)                                                                                               | Bernard (1878-1900) | Bernard (1878-1900) | Bernard (1878-1900) | Bernard (1878-1900) | Bernard (1878-1900)                                                                          | Bernard (1878-1900)                                                                          | Bernard (1878-1900)                                                                          | Bernard (1878-1900)                                                                          | Hendrik (1877)                                                                               | Hendrik (1877)                                                                               | Hendrik (1877)                                                                               | Hendrik (1877)                                                                               | Hendrik (1877)                                                                               | Hendrik (1877)                                                                               | Hendrik (1877)                                                                               | Hendrik (1877)                                                                               | Hendrik (1878-1935) x 1920 Marie Adelheid van Lippe (1895-1993)                              | Hendrik (1878-1935) x 1920 Marie Adelheid van Lippe (1895-1993)                              | Hendrik (1878-1935) x 1920 Marie Adelheid van Lippe (1895-1993)                              | Hendrik (1878-1935) x 1920 Marie Adelheid van Lippe (1895-1993)                              | Hendrik (1878-1935) x 1920 Marie Adelheid van Lippe (1895-1993)                              | Hendrik (1878-1935) x 1920 Marie Adelheid van Lippe (1895-1993)                              | Hendrik (1878-1935) x 1920 Marie Adelheid van Lippe (1895-1993)                              | Hendrik (1878-1935) x 1920 Marie Adelheid van Lippe (1895-1993)                              | Hendrik (1879-1942)                                                                          | Hendrik (1879-1942) | Hendrik (1879-1942) | Hendrik (1879-1942) | Hendrik (1879-1942) | Hendrik (1879-1942) | Hendrik (1879-1942) | Hendrik (1879-1942) | Hendrik (1879-1942) | Hendrik (1879-1942) | Hendrik (1879-1942) | Hendrik (1879-1942) | Hendrik (1879-1942) | Hendrik (1879-1942) | Hendrik (1879-1942) | Hendrik (1879-1942) | Johanna (1882-1883) | Johanna (1882-1883) | Johanna (1882-1883) | Johanna (1882-1883) | Johanna (1882-1883) | Johanna (1882-1883) | Johanna (1882-1883) | Johanna (1882-1883) | Sophie (1884-1968) x 1909 Hendrik van Reuss (1887-1956)                                                                      | Sophie (1884-1968) x 1909 Hendrik van Reuss (1887-1956)                                                                      | Sophie (1884-1968) x 1909 Hendrik van Reuss (1887-1956)                                                                      | Sophie (1884-1968) x 1909 Hendrik van Reuss (1887-1956)                                                                      | Sophie (1884-1968) x 1909 Hendrik van Reuss (1887-1956)                                                                      | Sophie (1884-1968) x 1909 Hendrik van Reuss (1887-1956)                                                                      | Sophie (1884-1968) x 1909 Hendrik van Reuss (1887-1956)                                                                      | Sophie (1884-1968) x 1909 Hendrik van Reuss (1887-1956)                                                                      | Hendrik (1887-1936) | Hendrik (1887-1936) | Hendrik (1887-1936) | Hendrik (1887-1936) | Hendrik (1887-1936) | Hendrik (1887-1936) | Hendrik (1887-1936) | Hendrik (1887-1936) | Hendrik (1887-1936) | Hendrik (1887-1936) | Hendrik (1887-1936) | Hendrik (1887-1936)                                                                                      | Hendrik (1887-1936)                                                                                      | Hendrik (1887-1936)                                                                                      | Hendrik (1887-1936)                                                                                      | Hendrik (1887-1936)                                                                                      | - | - | - | - | - | - | - | - | - | - | - | - | - | - | - | - |
| Achterkleinkinderen                                                     | -                                                                                                 | -                                                                                                 | -                                                                                                 | -                                                                                                 | -                                                                                                 | -                                                                                                 | -                                                                                                 | -                                                                                                 | -                                                                                                 | -                                                                                                 | -                                                                                                 | -                                                                                                 | -                                                                                                 | -                                                                                                 | -                                                                                                 | -                                                                                                 | -                                                                                                 | -                                                                                                 | -                                                                                                 | -                                                                                                 | -                                                                                                 | -                                                                                      | -                                                                                      | -                                                                                      | Juliana (1909-2004) x 1937 Bernhard van Lippe-Biesterfeld (1911-2004)                  | Juliana (1909-2004) x 1937 Bernhard van Lippe-Biesterfeld (1911-2004)                  | Juliana (1909-2004) x 1937 Bernhard van Lippe-Biesterfeld (1911-2004)                  | Juliana (1909-2004) x 1937 Bernhard van Lippe-Biesterfeld (1911-2004)                  | Juliana (1909-2004) x 1937 Bernhard van Lippe-Biesterfeld (1911-2004)                  | Juliana (1909-2004) x 1937 Bernhard van Lippe-Biesterfeld (1911-2004)                  | Juliana (1909-2004) x 1937 Bernhard van Lippe-Biesterfeld (1911-2004)                  | Juliana (1909-2004) x 1937 Bernhard van Lippe-Biesterfeld (1911-2004)                  | -                                                                                      | -                                                                                      | -                                                                                      | -                                                                                      | -                                                                                      | -                                                                                      | -                                                                                      | -                                                                                      | -                                                                                      | -                                                                                      | -                                                                                          | -                                                                                          | -                                                                                          | -                                                                                          | -                                                                                          | -                                                                                          | -                                                                                          | -                                                                                          | -                                                                                          | -                                                                                          | -                                                                                          | -                                                                                          | -                                                                                          | -                                                                                          | -                                                                                          | -                                                                                          | -                                                                                          | -                                                                                          | -                                                                                          | -                                                                                          | -                                                                                          | - | x 1903 Caroline Reuss (1885-1905)                                                                                      | x 1903 Caroline Reuss (1885-1905)                                                                                      | x 1903 Caroline Reuss (1885-1905)                                                                                      | x 1903 Caroline Reuss (1885-1905)                                                                                      | x 1903 Caroline Reuss (1885-1905)                                                                                      | x 1903 Caroline Reuss (1885-1905)                                                                                      | x 1903 Caroline Reuss (1885-1905)                                                                                      | x 1903 Caroline Reuss (1885-1905)                                                                                      | X 1910 Feodora van Saksen-Meiningen (1890-1972)                                                                        | X 1910 Feodora van Saksen-Meiningen (1890-1972)                                                                        | X 1910 Feodora van Saksen-Meiningen (1890-1972)                                                                        | X 1910 Feodora van Saksen-Meiningen (1890-1972)                                                                        | X 1910 Feodora van Saksen-Meiningen (1890-1972)                                                                        | X 1910 Feodora van Saksen-Meiningen (1890-1972)                                                                        | X 1910 Feodora van Saksen-Meiningen (1890-1972)                                                                        | X 1910 Feodora van Saksen-Meiningen (1890-1972)                                                                        | Bernard (1878-1900) | Bernard (1878-1900) | Bernard (1878-1900) | Bernard (1878-1900) | Bernard (1878-1900)                                                                          | Bernard (1878-1900)                                                                          | Bernard (1878-1900)                                                                          | Bernard (1878-1900)                                                                          | Hendrik (1877)                                                                               | Hendrik (1877)                                                                               | Hendrik (1877)                                                                               | Hendrik (1877)                                                                               | Hendrik (1877)                                                                               | Hendrik (1877)                                                                               | Hendrik (1877)                                                                               | Hendrik (1877)                                                                               | Hendrik (1878-1935) x 1920 Marie Adelheid van Lippe (1895-1993)                              | Hendrik (1878-1935) x 1920 Marie Adelheid van Lippe (1895-1993)                              | Hendrik (1878-1935) x 1920 Marie Adelheid van Lippe (1895-1993)                              | Hendrik (1878-1935) x 1920 Marie Adelheid van Lippe (1895-1993)                              | Hendrik (1878-1935) x 1920 Marie Adelheid van Lippe (1895-1993)                              | Hendrik (1878-1935) x 1920 Marie Adelheid van Lippe (1895-1993)                              | Hendrik (1878-1935) x 1920 Marie Adelheid van Lippe (1895-1993)                              | Hendrik (1878-1935) x 1920 Marie Adelheid van Lippe (1895-1993)                              | x 1913-1922 Victoria van Pruisen (1890-1923)                                                 | x 1913-1922 Victoria van Pruisen (1890-1923)                                                                           | x 1913-1922 Victoria van Pruisen (1890-1923)                                                                           | x 1913-1922 Victoria van Pruisen (1890-1923)                                                                           | x 1913-1922 Victoria van Pruisen (1890-1923)                                                                           | x 1913-1922 Victoria van Pruisen (1890-1923)                                                                           | x 1913-1922 Victoria van Pruisen (1890-1923)                                                                           | x 1913-1922 Victoria van Pruisen (1890-1923)                                                                           | x 1929 Allene Tew (1876-1955)                                                                                          | x 1929 Allene Tew (1876-1955)                                                                                          | x 1929 Allene Tew (1876-1955)                                                                                          | x 1929 Allene Tew (1876-1955)                                                                                          | x 1929 Allene Tew (1876-1955)                                                                                          | x 1929 Allene Tew (1876-1955)                                                                                          | x 1929 Allene Tew (1876-1955)                                                                                          | x 1929 Allene Tew (1876-1955)                                                                                          | Johanna (1882-1883) | Johanna (1882-1883) | Johanna (1882-1883) | Johanna (1882-1883) | Johanna (1882-1883) | Johanna (1882-1883) | Johanna (1882-1883) | Johanna (1882-1883) | Sophie (1884-1968) x 1909 Hendrik van Reuss (1887-1956)                                                                      | Sophie (1884-1968) x 1909 Hendrik van Reuss (1887-1956)                                                                      | Sophie (1884-1968) x 1909 Hendrik van Reuss (1887-1956)                                                                      | Sophie (1884-1968) x 1909 Hendrik van Reuss (1887-1956)                                                                      | Sophie (1884-1968) x 1909 Hendrik van Reuss (1887-1956)                                                                      | Sophie (1884-1968) x 1909 Hendrik van Reuss (1887-1956)                                                                      | Sophie (1884-1968) x 1909 Hendrik van Reuss (1887-1956)                                                                      | Sophie (1884-1968) x 1909 Hendrik van Reuss (1887-1956)                                                                      | x 1911-1921 Marie van Saksen-Altenburg (1888-1947)                                                                           | x 1911-1921 Marie van Saksen-Altenburg (1888-1947)                                                                           | x 1911-1921 Marie van Saksen-Altenburg (1888-1947)                                                                           | x 1911-1921 Marie van Saksen-Altenburg (1888-1947)                                                                           | x 1911-1921 Marie van Saksen-Altenburg (1888-1947)                                                                           | x 1911-1921 Marie van Saksen-Altenburg (1888-1947)                                                                           | x 1911-1921 Marie van Saksen-Altenburg (1888-1947)                                                                           | x 1911-1921 Marie van Saksen-Altenburg (1888-1947)                                                                           | x 1921-1923 Marie Adelheid van Lippe (1895-1993)                                                                             | x 1921-1923 Marie Adelheid van Lippe (1895-1993)                                                                             | x 1921-1923 Marie Adelheid van Lippe (1895-1993)                                                                             | x 1921-1923 Marie Adelheid van Lippe (1895-1993)                                                         | x 1921-1923 Marie Adelheid van Lippe (1895-1993)                                                         | x 1921-1923 Marie Adelheid van Lippe (1895-1993)                                                         | x 1921-1923 Marie Adelheid van Lippe (1895-1993)                                                         | x 1921-1923 Marie Adelheid van Lippe (1895-1993)                                                         | - | - | - | - | - | - | - | - | - | - | - | - | - | - | - | - |
| Betachterkleinkinderen                                                  | -                                                                                                 | -                                                                                                 | -                                                                                                 | -                                                                                                 | -                                                                                                 | -                                                                                                 | -                                                                                                 | -                                                                                                 | -                                                                                                 | -                                                                                                 | -                                                                                                 | -                                                                                                 | -                                                                                                 | -                                                                                                 | -                                                                                                 | -                                                                                                 | -                                                                                                 | -                                                                                                 | -                                                                                                 | -                                                                                                 | -                                                                                                 | -                                                                                      | -                                                                                      | -                                                                                      | Beatrix (1938) Irene (1939) Margriet (1943) Christina (1947)                           | Beatrix (1938) Irene (1939) Margriet (1943) Christina (1947)                           | Beatrix (1938) Irene (1939) Margriet (1943) Christina (1947)                           | Beatrix (1938) Irene (1939) Margriet (1943) Christina (1947)                           | Beatrix (1938) Irene (1939) Margriet (1943) Christina (1947)                           | Beatrix (1938) Irene (1939) Margriet (1943) Christina (1947)                           | Beatrix (1938) Irene (1939) Margriet (1943) Christina (1947)                           | Beatrix (1938) Irene (1939) Margriet (1943) Christina (1947)                           | -                                                                                      | -                                                                                      | -                                                                                      | -                                                                                      | -                                                                                      | -                                                                                      | -                                                                                      | -                                                                                      | -                                                                                      | -                                                                                      | -                                                                                          | -                                                                                          | -                                                                                          | -                                                                                          | -                                                                                          | -                                                                                          | -                                                                                          | -                                                                                          | -                                                                                          | -                                                                                          | -                                                                                          | -                                                                                          | -                                                                                          | -                                                                                          | -                                                                                          | -                                                                                          | -                                                                                          | -                                                                                          | -                                                                                          | -                                                                                          | -                                                                                          | - | - | - | - | - | - | - | - | - | Sophia (1911-1988) Karel August (1912) Bernard Frederik (1917) George (1921)                                           | Sophia (1911-1988) Karel August (1912) Bernard Frederik (1917) George (1921)                                           | Sophia (1911-1988) Karel August (1912) Bernard Frederik (1917) George (1921)                                           | Sophia (1911-1988) Karel August (1912) Bernard Frederik (1917) George (1921)                                           | Sophia (1911-1988) Karel August (1912) Bernard Frederik (1917) George (1921)                                           | Sophia (1911-1988) Karel August (1912) Bernard Frederik (1917) George (1921)                                           | Sophia (1911-1988) Karel August (1912) Bernard Frederik (1917) George (1921)                                           | Sophia (1911-1988) Karel August (1912) Bernard Frederik (1917) George (1921)                                           | - | - | - | - | -                                                                                            | -                                                                                            | -                                                                                            | -                                                                                            | -                                                                                            | -                                                                                            | -                                                                                            | -                                                                                            | -                                                                                            | -                                                                                            | -                                                                                            | -                                                                                            | -                                                                                            | -                                                                                            | -                                                                                            | -                                                                                            | -                                                                                            | -                                                                                            | -                                                                                            | -                                                                                            | Marie Louise (1915-1985) Hendrik II (1916-1993)                                              | Marie Louise (1915-1985) Hendrik II (1916-1993)                                                                        | Marie Louise (1915-1985) Hendrik II (1916-1993)                                                                        | Marie Louise (1915-1985) Hendrik II (1916-1993)                                                                        | Marie Louise (1915-1985) Hendrik II (1916-1993)                                                                        | Marie Louise (1915-1985) Hendrik II (1916-1993)                                                                        | Marie Louise (1915-1985) Hendrik II (1916-1993)                                                                        | Marie Louise (1915-1985) Hendrik II (1916-1993)                                                                        | - | - | - | - | - | - | - | - | - | - | - | - | - | - | - | - | Hendrik I (1910-1982) Felicitas (1914-1989) Hendrik III (1919-1993)                                                          | Hendrik I (1910-1982) Felicitas (1914-1989) Hendrik III (1919-1993)                                                          | Hendrik I (1910-1982) Felicitas (1914-1989) Hendrik III (1919-1993)                                                          | Hendrik I (1910-1982) Felicitas (1914-1989) Hendrik III (1919-1993)                                                          | Hendrik I (1910-1982) Felicitas (1914-1989) Hendrik III (1919-1993)                                                          | Hendrik I (1910-1982) Felicitas (1914-1989) Hendrik III (1919-1993)                                                          | Hendrik I (1910-1982) Felicitas (1914-1989) Hendrik III (1919-1993)                                                          | Hendrik I (1910-1982) Felicitas (1914-1989) Hendrik III (1919-1993)                                                          | Marie Helene (1912-1933) | Marie Helene (1912-1933) | Marie Helene (1912-1933) | Marie Helene (1912-1933) | Marie Helene (1912-1933) | Marie Helene (1912-1933) | Marie Helene (1912-1933) | Marie Helene (1912-1933) | Hendrik V (1921-1980) | Hendrik V (1921-1980) | Hendrik V (1921-1980) | Hendrik V (1921-1980)                                                                                    | Hendrik V (1921-1980)                                                                                    | Hendrik V (1921-1980)                                                                                    | Hendrik V (1921-1980)                                                                                    | Hendrik V (1921-1980)                                                                                    | - | - | - | - | - | - | - | - | - | - | - | - | - | - | - | - |